# Ruvo di Puglia
Ruvo di Puglia (Rìuve in dialetto ruvestino o ruvese, IPA: [ˈriːuvə], fino al 1863 chiamata Ruvo) è un comune italiano di 24 105 abitanti della città metropolitana di Bari in Puglia. 
È una città d'arte e località turistica. Fa parte del parco nazionale dell'Alta Murgia, del quale ospita un ufficio operativo, ed era sede della comunità montana della Murgia Barese Nord-Ovest. Vi ha anche sede il museo archeologico nazionale Jatta che contiene migliaia di reperti archeologici di età ellenistica, compreso il vaso di Talos, pezzo pregiato della collezione. La città è nota anche per la sua Settimana Santa, inserita tra i patrimoni immateriali d'Italia

## Geografia fisica

### Territorio
L'agro di Ruvo con i suoi vigneti, oliveti, mandorle e seminativi è uno dei più estesi della Terra di Bari, ricade tra i territori di produzione della Lenticchia di Altamura che ha ottenuto nel 2017 l'Indicazione Geografica Protetta (IGP). Il suo territorio si estende per 222,04 km² e confina a nord con Bisceglie, a nord-est con Terlizzi, a est con Bitonto, a sud-est con Altamura, a sud con Gravina in Puglia, a sud-ovest con Spinazzola e Andria e a ovest con Corato. L'agro, non solo quello incluso nel Parco nazionale dell'Alta Murgia, presenta le caratteristiche tipiche del paesaggio carsico pugliese: doline, valli carsiche o lame, tra le quali si ricorda il corso superiore della Lama Balice (altrimenti detto in passato torrente Tiflis), oltre a gravi e grotte, tra cui la Grave della Ferratella, che è la più profonda in regione, e l'Abisso di Notarvincenzo. Il drenaggio superficiale è diretto in gran parte al mare Adriatico, ma vi sono estese aree endoreiche, tra cui le maggiori sono quella di Calentano, drenata da inghiottitoi carsici, e quella del Pantano, limitrofa al centro abitato e drenata da una galleria artificiale progettata all'inizio del sec. XX. Inoltre l'agro ruvese è caratterizzato da due ampie valli tettoniche, ove si riscontrano modesti spessori di terreni non carsici, sia argillosi che sabbiosi e ciottolosi sede di falde idriche superficiali, sfruttate da tempi remoti con pozzi in parte ancora utilizzabili, che hanno favorito gli antichi insediamenti.

### Flora e fauna
Il versante adriatico presenta una macchia boschiva, estesa per 1100 ettari, comprendente numerosi gruppi di quercia roverella, tipici della zona, mentre nell'entroterra la maggiore esposizione ai venti ha creato una vegetazione selettiva caratterizzata da arbusti e rovi. Nell'agro sono state identificate 1500 specie vegetali tra le quali spicca la stipa austroitalica. Nei pascoli sorgono specie endemiche come orchidee selvatiche e strati erbacei caratterizzati da ferule, asfodeli e graminacee. Tipico della zona, tra la vegetazione spontanea, è senza dubbio il fungo cardoncello mentre nei boschi prevalgono oltre alle roverelle i fragni, le querce spinose, i lecci, i cerri e i farnetti. Nel sottobosco sono presenti specie di gigari e peonia mascula.
L'habitat dell'Alta Murgia non offre esemplari di animali di grossa stazza ma può annoverare la presenza di volpi, cinghiali, lepri, ricci e vipere. Tuttavia è di particolare interesse l'esistenza di numerose specie di insetti e uccelli. Tipiche della zona sono le calandrelle, le allodole, le cappellacce e le tottaville. È inoltre abbastanza numeroso il gruppo di rapaci tra i quali sono presenti sparvieri, nibbi reali, nibbi bruni, bianconi, lanari ed una importante popolazione di falchi grillai. Gli ambienti carsici sono invece caratterizzati da esemplari di tritone italico, rospo, raganella, rana verde e ululone appenninico mentre l'aspetto secco e petroso della Murgia favorisce l'esistenza di rettili come il geco di Kotschy e il colubro leopardino.
- Classificazione sismica[22]: zona 3 (sismicità bassa), Ordinanza PCM n. 3274 del 20/03/2003 aggiornata al 16/01/2006 con le comunicazioni delle regioni.

### Clima
Il comune è soggetto a un clima mediterraneo (o, secondo la classificazione di Köppen), caratterizzato da estati secche e afose e da inverni miti e piovosi. Le nevicate sono poco frequenti, un po' più probabili a febbraio, ma la neve fa comunque la sua comparsa almeno 2 volte l'anno, il più delle volte senza posarsi o sciogliendosi dopo qualche ora, sebbene non siano infrequenti gli episodi con accumulo significativo, senza nemmeno scomodare eventi storici come i 50 cm del 2-3 gennaio 1993, i 40 cm nel 2014 e 2017. Non mancano a ogni inverno le giornate con basse temperature prossime allo 0 °C, a causa delle correnti provenienti dalle aree scandinave, balcaniche o dalla Russia, così come le estese brinate notturne nelle campagne. Non rari sono anche gli episodi di nebbia serale-notturna nel periodo tardo-autunnale e a inizio inverno. Il periodo estivo, invece, risente dell'influenza dei venti nordafricani che determinano lunghi periodi di afa e scirocco.
I picchi più alti della temperatura furono toccati nel giugno del 2007 con circa 42 °C e nel luglio dello stesso anno sfiorando i 43. L’estate del 2022 è stata una delle più lunghe e calde registrando temperature oltre i 40º per parecchi giorni consecutivi. Nel luglio del 2023 si sono sfiorati i 43º.  °C. Spesso le estati fortemente afose hanno portato a lunghi periodi di siccità, tra i quali si ricordano quelli del 1908 e del 1914 del 1980 o più recentemente del 2022.
| Ruvo di Puglia             | Mesi        | Mesi        | Mesi        | Mesi        | Mesi        | Mesi        | Mesi        | Mesi        | Mesi        | Mesi        | Mesi        | Mesi        | Stagioni | Stagioni | Stagioni | Stagioni | Anno  |
| Ruvo di Puglia             | Gen         | Feb         | Mar         | Apr         | Mag         | Giu         | Lug         | Ago         | Set         | Ott         | Nov         | Dic         | Inv      | Pri      | Est      | Aut      | Anno  |
| -------------------------- | ----------- | ----------- | ----------- | ----------- | ----------- | ----------- | ----------- | ----------- | ----------- | ----------- | ----------- | ----------- | -------- | -------- | -------- | -------- | ----- |
| T. max. media (°C)         | 11,8        | 11,2        | 15,3        | 20,0        | 26,4        | 28,6        | 32,6        | 32,3        | 27,0        | 20,4        | 17,8        | 13,5        | 12,2     | 20,6     | 31,2     | 21,7     | 21,4  |
| T. media (°C)              | 8,6         | 7,2         | 10,7        | 15,4        | 21,5        | 23,1        | 26,9        | 26,8        | 22,2        | 15,9        | 13,2        | 9,9         | 8,6      | 15,9     | 25,6     | 17,1     | 16,8  |
| T. min. media (°C)         | 5,4         | 3,2         | 6,2         | 10,9        | 16,7        | 17,7        | 21,1        | 21,3        | 17,4        | 11,4        | 8,5         | 6,3         | 5,0      | 11,3     | 20,0     | 12,4     | 12,2  |
| T. max. assoluta (°C)      | 22,8 (2007) | 23,1 (2002) | 28,6 (1952) | 29,7 (1968) | 36,9 (1973) | 43,4 (1982) | 43,1 (2007) | 42,2 (1945) | 42,5 (1946) | 33,0 (1981) | 26,7 (1965) | 23,5 (2004) | 23,5     | 36,9     | 43,4     | 42,5     | 43,4  |
| T. min. assoluta (°C)      | −6,6 (1963) | −7,0 (1940) | −5,5 (1963) | −0,7 (2003) | 3,3 (1957)  | 7,8 (1975)  | 11,2 (1961) | 11,1 (1971) | 6,7 (1977)  | 3,2 (1950)  | −2,1 (1973) | −3,2 (2007) | −7,0     | −5,5     | 7,8      | −2,1     | −7,0  |
| Precipitazioni (mm)        | 147,8       | 37,6        | 105,8       | 104,8       | 17,0        | 83,4        | 3,6         | 26,0        | 49,8        | 203,8       | 23,6        | 54,2        | 239,6    | 227,6    | 113,0    | 277,2    | 857,4 |
| Giorni di pioggia          | 16          | 8           | 15          | 11          | 4           | 6           | 1           | 1           | 8           | 12          | 4           | 8           | 32       | 30       | 8        | 24       | 94    |
| Umidità relativa media (%) | 77          | 74          | 72          | 68          | 68          | 65          | 64          | 65          | 68          | 72          | 76          | 78          | 76,3     | 69,3     | 64,7     | 72       | 70,6  |
| Vento (direzione-m/s)      | NNW 16      | NNW 16      | E 16        | E 16        | E 16        | E 16        | E 16        | E 16        | E 16        | NNE 9       | S 9         | WNW 16      | 16       | 16       | 16       | 11,3     | 14,8  |

- Classificazione climatica[27]: zona D, 1579 GG

## Origini del nome
Il toponimo Ruvo proviene dal greco antico "Ρυψ" (Rhyps, pron. "Rüps"), derivante dalla radice indoeuropea "ρυ-" (rhy-, pron. "rü"), la stessa che dà origine al termine "ρυας" (rhyas, pron. "rüas") e che significa torrente violento. Quindi i primi abitanti volevan indicare con la radice onomatopeica "ρυ-" quella zona in cui scorrevano impetuosamente i torrenti che hanno poi dato vita ai fenomeni carsici della Puglia. Con la completa colonizzazione da parte della civiltà greca, "ρυ-" si trasformò in "Ρυψ", dando così vita al toponimo. Gli abitanti erano invece indicati con il termine "Ρυβαστὲινων" (Rhybasteinon, si legge "Rübasteinon"), spesso abbreviato in "Ρυβα" (Rhyba, pron. "Rüba"). In seguito con l'arrivo dei romani, "Ρυβα" si trasformò in Riba e poi in Rubi, per diventare nel Medioevo Rubo e infine Ruvo. Dal 1863, in seguito alla nascita del Regno d'Italia, il nome ufficiale del comune è diventato Ruvo di Puglia, per evitare ogni tipo di confusione con l'omonimo comune lucano, Ruvo del Monte.

## Storia

### La preistoria, l'arrivo dei Greci e l'età romana

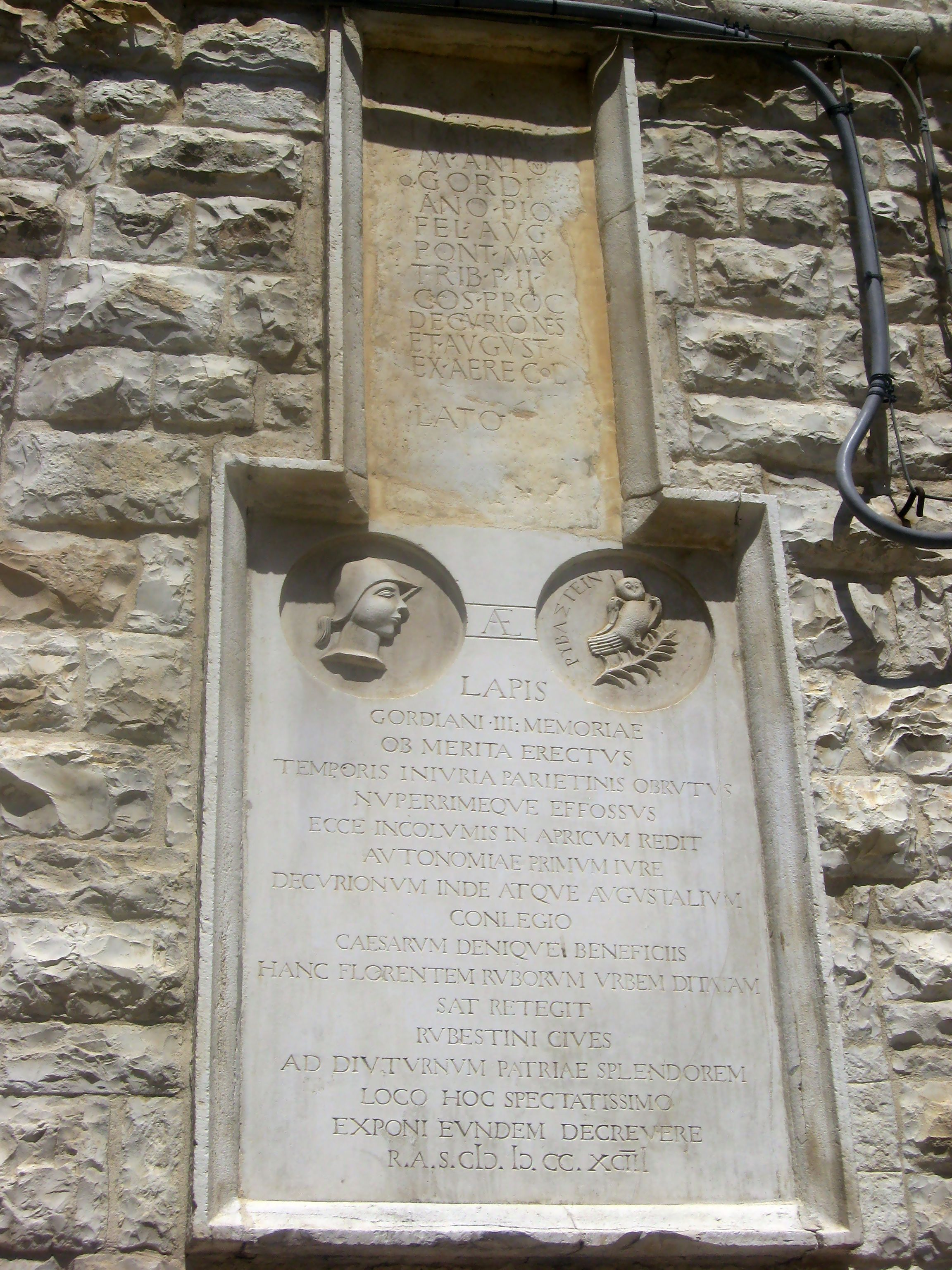
Epigrafe a Gordiano III

Alcuni reperti di pietra lavorata fanno risalire i primi insediamenti nell'agro ruvestino al paleolitico medio mentre alcuni resti di villaggi confermano la presenza dell'uomo fin dal VI millennio a.C.. Tuttavia durante l'età del bronzo il territorio fu abitato dai morgeti, un popolo ausonico, poi scacciato dagli iapigi con l'avvento dell'età del ferro. Gli iapigi si stabilirono in terra di Bari dando origine alla stirpe
peuceta e Ruvo fu inizialmente fondata come un villaggio in cima alla collina attualmente sita tra la pineta comunale e la chiesa di San Michele Arcangelo. L'agro ruvese in età peuceta era molto vasto ed ebbe anche un porto, chiamato Respa, presso Molfetta.
Tra l'VIII e il V secolo a.C. i greci colonizzarono pacificamente Ruvo che da quel momento prese il nome di "Ρυψ". Intorno al IV secolo a.C. il villaggio visse il momento di maggior splendore intrattenendo scambi commerciali con gran parte delle popolazioni italiche, tra cui gli etruschi, coniando moneta propria e vantando una popolazione e un territorio mai più raggiunto (l'agro ruvestino di età greca comprendeva Molfetta, Terlizzi, Corato, Trani e Bisceglie). Ruvo si pose come una fiorente polis della Magna Grecia e la sua ricchezza consisteva nel commercio di olio di oliva e vino e nella florida produzione di vasellame. La città greca di Ruvo finì col diventare protetta di Atene, come dimostrano alcune monete, ma anche alleata di Taranto.

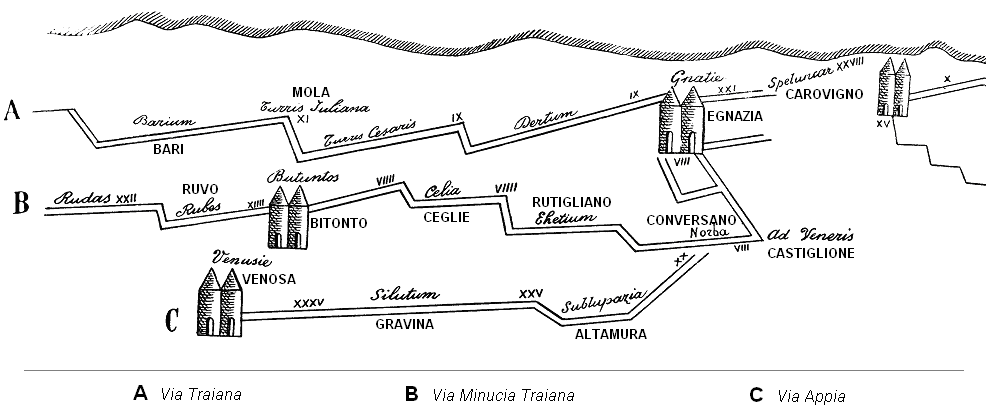
Ruvo su uno schizzo della Tabula Peutingeriana, una copia di una carta romana del IV secolo d.C. Ruvo è indicata con il nome di Rubos

La sconfitta della greca Taranto nella guerra contro Roma segnò la fine dell'età ellenistica in Puglia facendo così entrare Ruvo nell'orbita di influenza romana col nome di Rubi. In seguito Ruvo giocò un ruolo fondamentale per la Repubblica romana e per l'Impero vedendosi prima assegnare la cittadinanza romana, poi il titolo di municipium e infine diventando stazione della via Traiana. Nel 44, secondo la leggenda, Ruvo vide sorgere la propria diocesi per volere di San Pietro, il quale nominò primo vescovo san Cleto che in futuro sarebbe diventato papa. Tuttavia in età imperiale l'ager rubustinus subì una diminuzione in quanto sorgono Molfetta, Trani e Bisceglie, facendo perdere così il contatto con il mare.

### Ruvo medievale

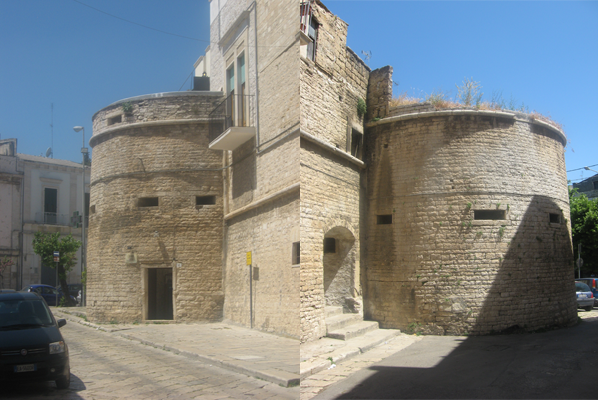
Gli ultimi due torrioni rimasti delle mura medievali di Ruvo nei pressi di via Veneto

Nel V secolo scomparve la fiorente Ruvo sotto i colpi delle invasioni dei Goti che ridussero per la prima volta la città a un cumulo di macerie. Ruvo, rifondata sulle pendici della collina originaria, fu prima conquistata dai Longobardi e poi fu preda dei Saraceni. Fu in questo periodo che i ruvestini decisero di dotarsi di una cinta muraria munita di torri e quattro porte: Porta Noè (attuale via Veneto), Porta del Buccettolo (via Campanella), Porta del Castello (piazza Matteotti) e Porta Nuova (corso Piave). Nell'XI secolo la fortezza di Ruvo entrò nella contea di Conversano e subì altre violenze a causa delle lotte intestine per la gestione del potere, i quali conflitti portarono alla seconda distruzione del centro abitato. Tuttavia fu sotto Federico II di Svevia che Ruvo finalmente riconobbe una crescita culturale ed economica, un periodo segnato dalla costruzione della cattedrale romanico-gotica e nel territorio tra Ruvo e Canosa del Castel del Monte. A questo momento storico però risalgono anche le fondazioni delle città di Corato e Andria, i cui territori andarono a diminuire ulteriormente l'agro ruvestino.
Dal 1266 Ruvo divenne feudo ed entrò, assieme alla Puglia intera, tra i domini degli Angioini. Nonostante questo il feudo ruvese vide sfumare ancora una volta il periodo di pace e prosperità che stava attraversando poiché nel 1350 la città fu rasa al suolo e saccheggiata da Ruggiero Sanseverino. I ruvestini furono così costretti a ricostruire il centro abitato, le mura e decisero anche la costruzione della torre del Pilota, alta 33 metri. Al dominio angioino si succedette quello aragonese. Gli scontri per il dominio sul Regno di Napoli tra Francia e Spagna sfociarono il 22 febbraio  1503 nella battaglia di Ruvo, che vide vincitori gli spagnoli guidati da Consalvo di Cordova contro le truppe francesi di Jacques de La Palice stanziate a Ruvo. Durante questa battaglia la città fu rasa al suolo per la terza volta. Lo stesso feudo vide inoltre partire dalle proprie mura i tredici francesi che si scontrarono contro altrettanti italiani nella disfida di Barletta.

### I Carafa: conti di Ruvo
Nel 1510 Oliviero Carafa acquistò il feudo di Ruvo e la stessa città conobbe un periodo storico negativo. La maggior parte delle storiche famiglie patrizie ruvestine si estinsero e solo nel Seicento sorsero nuove famiglie nobili che conobbero una particolare e florida condizione economica. Furono inoltre rafforzate ulteriormente le mura ma nonostante il lungo periodo di pace la popolazione era soffocata dalle angherie dei Carafa e dal governo tirannico degli stessi che trasformarono la torre del Pilota da strumento di difesa a prigione per gli oppositori. Tra la fine del Cinquecento e il Seicento, ovvero nell'epoca della controriforma, Ruvo vide nascere vari sodalizi e congreghe tuttora operanti specialmente nella cura dei riti della Settimana Santa ruvestina. Tuttavia in questo periodo buio della storia di Ruvo si distinsero alcuni uomini illustri tra i quali il più celebre è senza dubbio il medico Domenico Cotugno. Nel 1806, sotto il dominio napoleonico il feudalesimo fu abolito, concludendo così il dominio dei Carafa durato tre secoli. Tra i Carafa dei conti di Ruvo si segnala l'eroe della Repubblica Partenopea del 1799, Ettore Carafa.

### Dall'Unità d'Italia ai giorni nostri
Dopo il dominio dei Carafa, i moti liberali toccarono anche Ruvo ma fallirono miseramente come nel resto del mezzogiorno. Tuttavia nei primi anni dell'Ottocento si distinse particolarmente Giovanni Jatta, il quale eletto dai ruvestini come avvocato della città, vinse la causa contro i Carafa ottenendo dei lauti risarcimenti e fu tra i protagonisti di quegli scavi archeologici che riportarono alla luce i numerosi reperti di epoca peuceta, greca e romana conservati nel museo Jatta. Nel periodo antecedente all'unità d'Italia Ruvo fu sede di una vendita carbonara chiamata "Perfetta Fedeltà" della quale fece parte il patriota e avvocato Francesco Rubini il quale si occupò di organizzare i moti risorgimentali anche a Ruvo. Nel periodo post-unitario Ruvo, seppur lentamente, conobbe i segni del progresso anche per merito del deputato e agronomo ruvestino Antonio Jatta, il quale evidenziò al governo i numerosi problemi della Puglia e della provincia di Bari. Tappe fondamentali del progresso furono segnate nel 1905 dall'arrivo dell'illuminazione elettrica e nel 1914 con la diffusione dell'acqua pubblica. Durante la prima guerra mondiale ben 367 ruvestini caddero sui fronti di battaglia mentre nel ventennio fascista furono realizzate altre opere di pubblico vantaggio quali la bonifica del pantano e la creazione della fognatura nel 1938 di cui ancora oggi si possono distinguere dei chiusini fascisti presentanti lo stemma fascista affiancato allo stemma del comune di Ruvo di Puglia. Nel secondo dopoguerra Ruvo si distinse in ambito culturale, soprattutto grazie alle opere del pittore Domenico Cantatore, ma anche in ambito economico con i fiorenti vitigni e oliveti.

### Simboli
Pochissime sono le notizie riguardanti l'araldica del comune di Ruvo di Puglia. A far luce sull'origine dello stemma è Giovanni Jatta nel suo Cenno storico sull'antichissima città di Ruvo nella Peucezia. Una prima versione dello stemma derivò dall'errata interpretazione dell'etimologia del toponimo poiché si riteneva che Ruvo derivasse dall'espressione "terra abbondante di rovi" e dunque la popolazione si dette come stemma un vaso colmo di rovi. Col passare del tempo però lo stemma si semplificò dando vita a quello attuale, ovvero un'anfora di cotto su sfondo azzurro. Jatta nella sua storiografia consigliò di sostituire lo stemma ispirandosi alle monete greche rinvenute sulle quali era impresso il nome antico di Ruvo, ovvero Ρυψ (Rhyps, da leggere "Rüps"), così come avvenne per la città di Taranto. Tuttavia tale ipotesi non è mai stata presa in considerazione ed ormai l'anfora di cotto è indissolubilmente legata al nome di Ruvo.
Lo stemma odierno fu riconosciuto tramite D.P.C.M. dell'11 gennaio 1950 con la seguente blasonatura:
Ancor meno si conosce del gonfalone e della bandiera. Il colore prevalente è il rosso, il quale probabilmente richiama il rosso della terra argillosa e lo smalto dell'anfora. Il gonfalone, concesso con D.P.R. del 28 giugno 1950, viene esposto in tutte le cerimonie pubbliche ed anche durante le processioni dei santi patroni e dell'Ottavario. Esso è composto da un drappo rosso bordato e decorato di ricami dorati sul quale campeggia la scritta dorata Comune di Ruvo di Puglia. Senza dubbio hanno origini misteriose gli ornamenti dorati del gonfalone dato che per i comuni sono previsti ricami e iscrizione argentate.
La bandiera di Ruvo di Puglia viene utilizzata raramente sebbene esposta sui balconi di piazza Giacomo Matteotti, sede del palazzo comunale, durante alcuni periodi dell'anno o in occasioni di feste laiche e nazionali. La bandiera è costituita da un tessuto rosso broccato e bordato da un ricamo dorato.

## Monumenti e luoghi d'interesse

### Architetture religiose

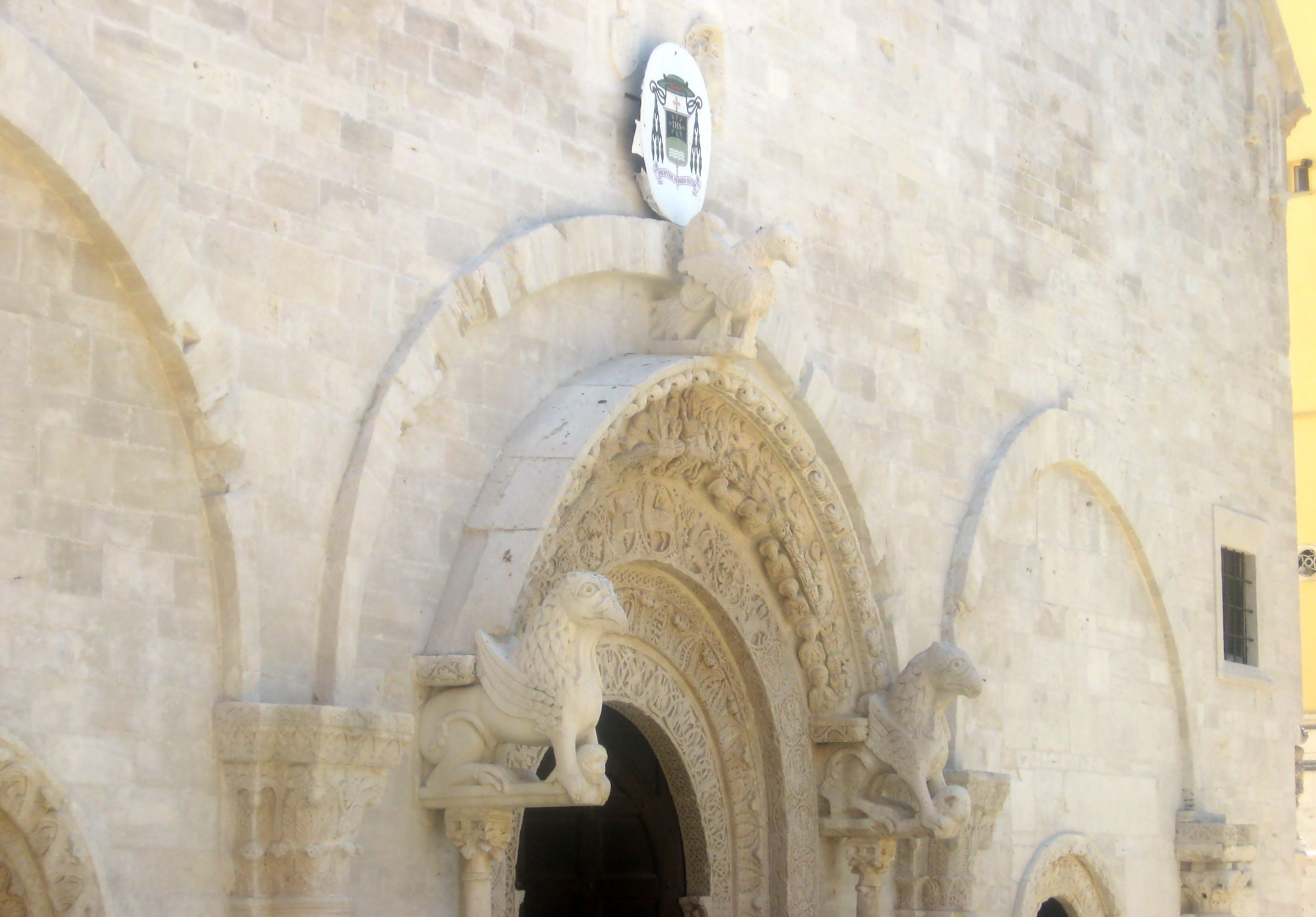
Il portale centrale della concattedrale

Le chiese di Ruvo di Puglia costituiscono il principale nucleo del patrimonio artistico del comune. Questo è dovuto all'esistenza, fino al 1982, della Diocesi di Ruvo, fondata secondo la tradizione da san Pietro, il quale pose a capo dell'episcopato locale il futuro terzo papa san Cleto, poi unita a Bitonto sul finire dell'800 e infine confluita nella diocesi di Molfetta-Ruvo-Giovinazzo-Terlizzi.
- Concattedrale di Ruvo di Puglia. È uno dei più noti esempi di romanico pugliese e il tempio fu costruito nella prima metà del XII secolo con varie modifiche successive[63]. La facciata è a capanna con tre portali: il centrale è arricchito da bassorilievi nell'intradosso e si divide in tre archi; i due più piccoli e semplici portali laterali sono individuati da due mezze colonne che forniscono l'appoggio per due archi a sesto acuto. Il prospetto è adornato con vari manufatti lapidei tra i quali si distingue un grande rosone a dodici colonnine variamente lavorate e sovrapposte su una lamina metallica lavorata finissimamente al traforo in una bottega locale del secolo XVI[63]. Sopra il rosone si trova il sedente identificato come Roberto II di Bassavilla e al culmine della facciata spunta la statuetta del Cristo Redentore[63]. L'interno segue la pianta a croce latina ed è ricoperto da copertura a capriate e da volte a crociera[63]. La navata centrale è la più grande e poggia su due file di colonne. Alla concattedrale sono inoltre annessi il campanile dell'XI secolo e il Palazzo vescovile.La chiesa di San Michele Arcangelo vista dalla pineta

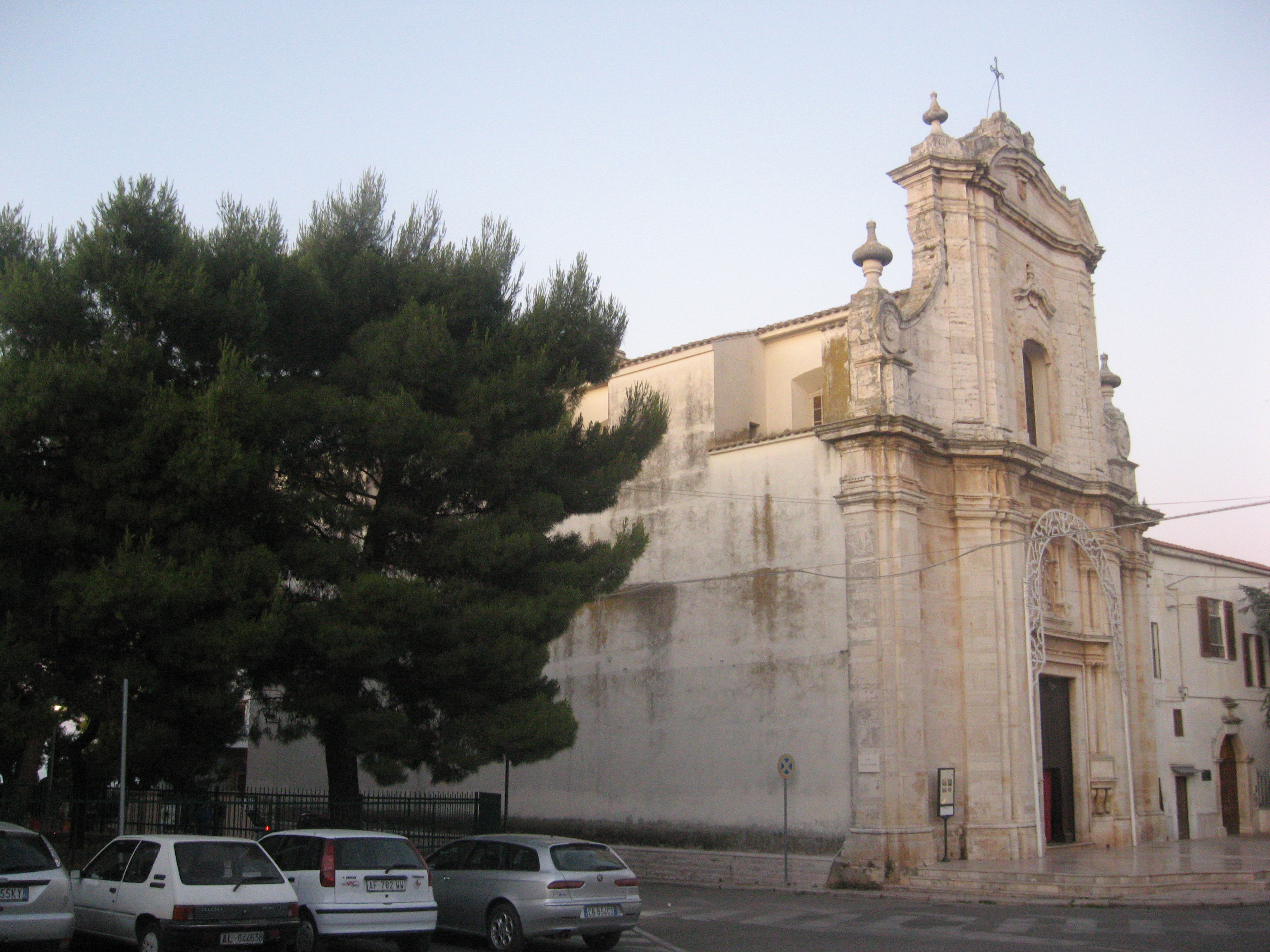
La chiesa di San Michele Arcangelo vista dalla pineta

- Chiesa di san Domenico. Fu innalzata assieme al convento sui ruderi dell'antico monastero di santa Caterina per volere dei domenicani giunti a Ruvo a metà Cinquecento[64], per essere poi riedificata completamente nel 1743 sotto il titolo di san Domenico[65]. La chiesa, tardo barocca, presenta una facciata slanciata in cui emergono il finestrone presente nell'ordine superiore e il portone sormontato da un timpano su cui è sovrapposto lo stemma degli Scolopi[65]. L'interno dell'edificio esalta lo spazio e l'altare neoclassico, sovrastato dalla lignea statua di san Domenico[65]. Nel tempio è conservata la tela della Presentazione al tempio di Gesù e Purificazione di Maria di Giuseppe Mastroleo[65].
- Chiesa di san Michele Arcangelo. Secondo la tradizione la chiesa e il convento furono edificati su consiglio di san Francesco d'Assisi[66], di passaggio da Ruvo e in seguito vi si insediò l'l'Ordine dei frati minori osservanti. Tuttavia la chiesa crollò nel XVII secolo e nel 1775 fu consacrata la nuova struttura[67]. La facciata, in stile tardo barocco, è divisa in tre sezioni dalle paraste e presenta un portale architravato. L'interno, in pieno stile barocco, presenta un altare alla napoletana e una lunga serie di cappelle. Nel corredo della chiesa emergono le due tele del pittore fiammingo Gaspar Hovic[67]. Il chiostro del convento è affrescato con un ciclo di episodi relativi alla vita di San Francesco[68].

- Chiesa del santissimo Redentore. La costruzione fu iniziata nel 1900 e terminata soltanto nel 1955[69]. La facciata presenta un porticato diviso in arcate per quanto riguarda l'ordine inferiore; sull'ordine superiore sono presenti due nicchie ed una finestra centrale[69]. Il prospetto culmina con il timpano sovrastato dalla statua lapidea del Cristo Redentore[69]. L'interno presenta una volta a botte che copre l'unica navata sulle cui pareti si dispongono otto cappelle e relative nicchie[69]. L'altare è esaltato dalla luminosità del grande mosaico che copre il catino absidale rappresentante La Chiesa in cammino verso il Redentore[70].

- Chiesa del Carmine. Originariamente intitolata a san Vito, la chiesa fu affidata nel 1614 all'Arciconfraternita del Carmine che la restaurò[71]. Tuttavia l'aspetto odierno è stato raggiunto soltanto grazie alle opere di restauro e completamento terminate nel 1885[72]. L'ampia facciata è rettangolare e sormontata da un timpano[71]; l'interno, costituito da una sola navata, presenta la volta a botte affrescata e sono conservate in questo tempio i simulacri che sfilano durante la processione dei Misteri il Venerdì santo.
- Santuario dei Santi Medici. La chiesa originaria fu eretta nel Medioevo e intitolata a santa Maria di san Luca[73]. Tuttavia a causa della crescente devozione nei confronti dei santi Cosma e Damiano, a partire dagli anni venti del XX secolo, il tempio fu restaurato e dedicato ai santi Medici[73]. La facciata è a cuspide mentre all'interno si segnala il simulacro dei santi titolari e due monumenti lapidei, costruiti in memoria di due nobili famiglie ruvestine, ovvero i Mazzacane e i Caputi.
- Chiesa di san Rocco. Il tempietto fu costruito nel 1503 in segno di ringraziamento e devozione da parte del popolo ruvestino, in seguito alla liberazione di Ruvo dalla peste per mano di san Rocco[74]. Tuttavia nel 1645 la chiesetta fu riedificata[74]. L'esterno presenta un'ampia facciata a bugnato con un portale architravato. All'interno è particolarmente venerato il gruppo in cartapesta degli Otto Santi, portato in processione la notte del Giovedì santo.
- Chiesa del Purgatorio. Frutto dell'unione di due chiese adiacenti, l'edificio ha assunto l'aspetto presente nel XVII secolo e sorge sull'antica cisterna di età romana in cui si radunavano i primi cristiani ruvestini sotto la guida di san Cleto[75]. L'esterno presenta una facciata a bugnato culminante in un campanile barocco. All'interno si possono ammirare, sulla volta a botte, due cicli di affreschi raffiguranti la vita di san Cleto e altri santi[68].

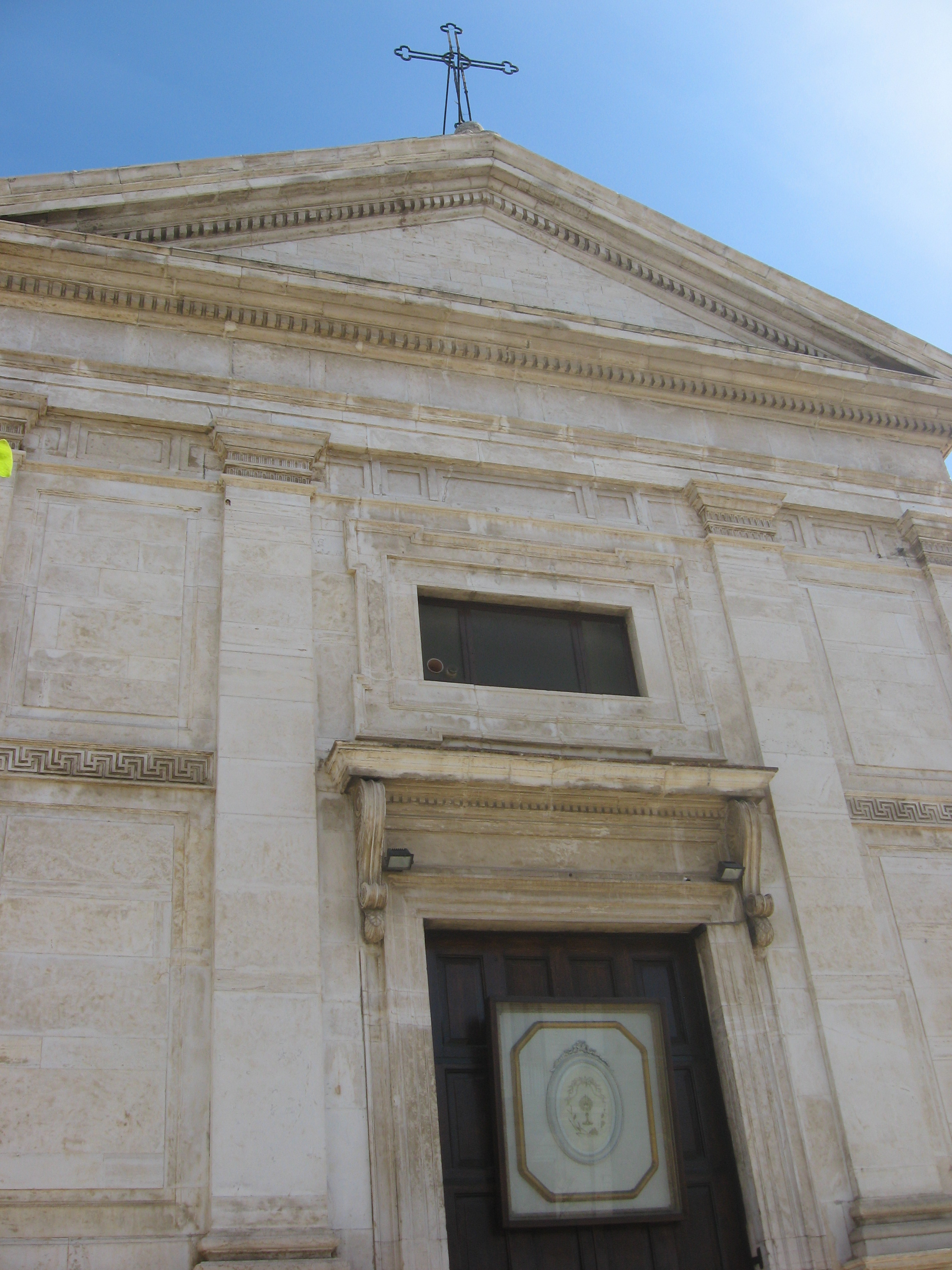
Particolare della facciata di San Giacomo al Corso

- Chiesa dei Cappuccini. L'edificio sacro era collegato al grande convento dei Frati Cappuccini e sebbene fosse stato prima intitolato a Maria Maddalena e poi a santa Lucia e santa Filomena, la chiesa ha preso il nome affibbiatole dal popolo ruvestino[76], ovvero chiesa dei Cappuccini. La facciata è ampia ma umilmente decorata dal solo intonaco bianco mentre all'interno si può ammirare il grande crocifisso ligneo posto alle spalle dell'altare[76].
- Chiesa di San Giacomo al Corso. Il tempio risale all'epoca medievale e appartenne a una commenda gerosolomitana[77]. Tuttavia la chiesa fu riedificata nel 1869 ed intitolata anche alla Immacolata Concezione, oltre che a san Giacomo. La facciata a cuspide è neoclassica ed all'interno sono presenti numerosi affreschi del pittore Mario Prayer[78].
- Santuario di Santa Maria di Calentano. L'edificio sacro sorse nel Basso Medioevo nella attuale frazione di Calentano, a 8 km da Ruvo e fu probabilmente un rifugio templare[79]. All'interno sono presenti varie epigrafi gotiche e in lingua greca e sono ancora visibili tracce dell'affresco della Madonna col Bambino, di stampo bizantino[79].
- Santuario della Madonna delle Grazie. La chiesa venne costruita nel XVII secolo lungo la via Traiana, per via dei crescenti pellegrinaggi atti a venerare l'affresco della Madonna nell'atto di porgere il seno al figlio[80]. La facciata è a capanna e divisa in due ordini; all'interno emerge il trompe-l'œil che decora il prezioso affresco[81].
- Chiesa dell'Annunziata. Fu eretta nel 1375 per volere degli abitanti del casale di Calentano, ricacciati in città[82]. La chiesa presenta una facciata a capanna con un portale barocco; l'interno è scarno di decorazioni ma è particolarmente venerata la tela dell'Annunciazione[82].
- Cimitero monumentale. Si accede tramite il viale lungo circa 1 km, intitolato a Ugo Foscolo. Fu inaugurato il 1º gennaio 1900 e si possono ammirare le varie cappelle gentilizie[83].
- Grotta di San Cleto. Cisterna di epoca romana frequentata dal primo nucleo cristiano ruvestino e degna di nota per la scultura in pietra di san Cleto, primo vescovo di Ruvo[84].

### Architetture civili

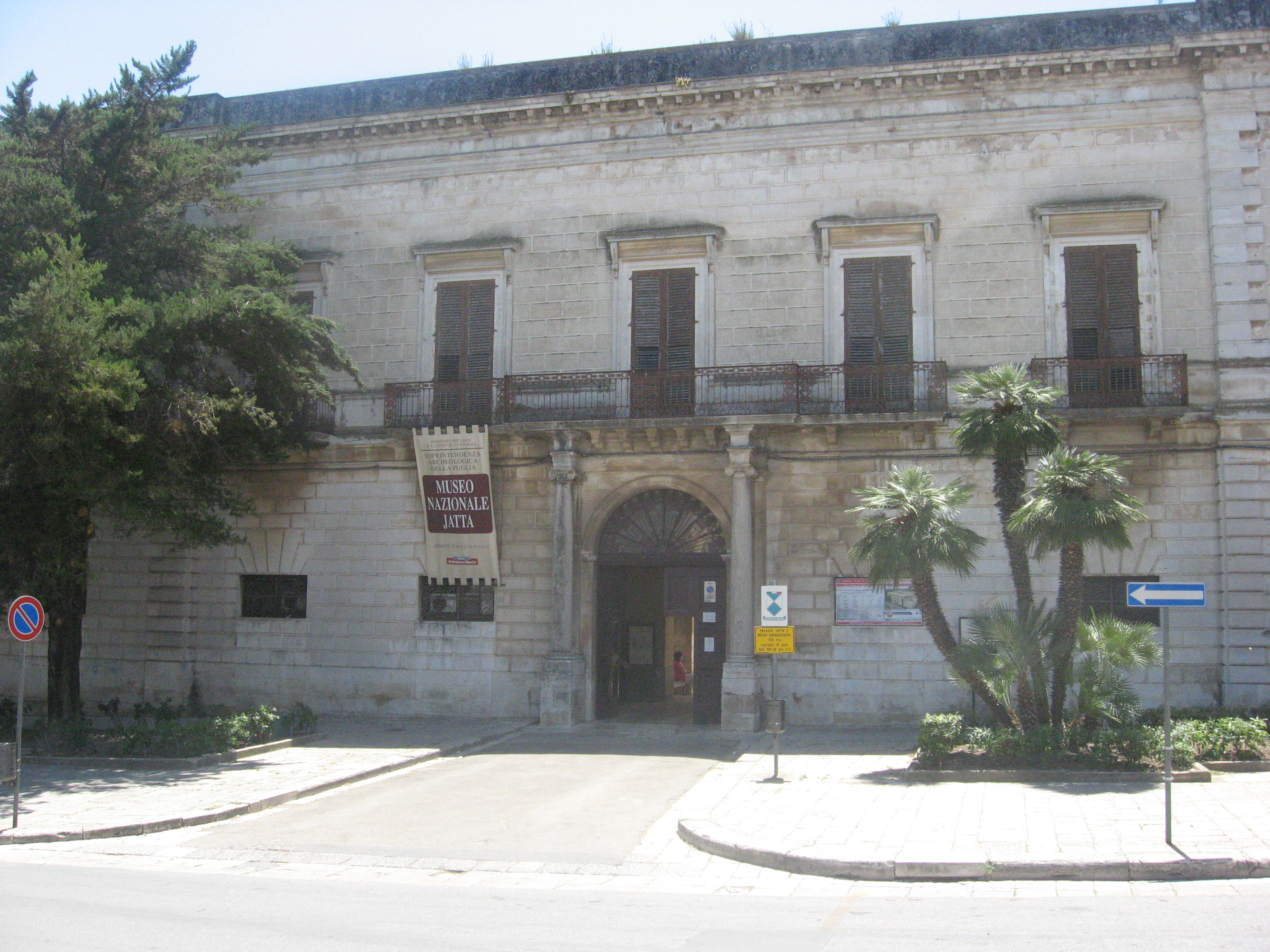
Palazzo Jatta

I beni architettonici di Ruvo comprendono la serie di palazzi nobiliari del centro storico, costruiti tra il XVII e il XIX secolo, le torri da sempre numerose e disseminate nel territorio ruvestino e i luoghi di pubblico utilizzo quali teatri e cinema. Costruzioni di interesse storico e architettonico sono diffuse anche nell'aperta campagna, nella quale troneggiano le masserie e gli jazzi.
- Palazzo Jatta. L'edificio è sito in piazza Bovio, nella zona ottocentesca della città[85]. L'edificio fu costruito con finalità abitative e difensive ma alcune stanze ospitano tuttora il Museo archeologico nazionale Jatta, come voluto da Giulia Viesti e suo figlio Giovanni[86]. Il palazzo fu costruito tra il 1840 e il 1844 secondo i principi neoclassici e progettato dall'architetto Luigi Castellucci; esso è dotato di una torre ed è stato fondamentale lo studio delle proporzioni per l'equilibrato effetto prospettico[87]. La facciata si estende per 66 metri e l'ingresso è inserito tra due colonne sormontate da due capitelli corinizi[87]. L'interno è caratterizzato da un ampio numero di stanze e dalla presenza di una cappella[87].
- Palazzo Spada. L'edificio fu costruito nel XVI secolo e svolse prima il ruolo di residenza della famiglia Rocca e poi divenne temporaneamente sede del palazzo di città[88]. In seguito il palazzo fu rilevato dalla famiglia Spada[88]. L'edificio, di stile rinascimentale, presenta un grande portone architravato e all'interno, nell'atrio, una balaustra decorata a bassorilievo e ripartita in sette quadri dal tema mitologico[88].
- Palazzo Avitaja. Fu edificato tra il XVI secolo e il XVII secolo per volere dell'umanista e drammaturgo Antonio Avitaja[89]. Il palazzo presenta una facciata ampia e rettangolare, divisa in tre ordini dalle cornici. All'interno è di particolare pregio lo scalone trionfale, decorato a bassorilievo, che porta al primo piano[89]. L'edificio è sede del palazzo comunale[89].

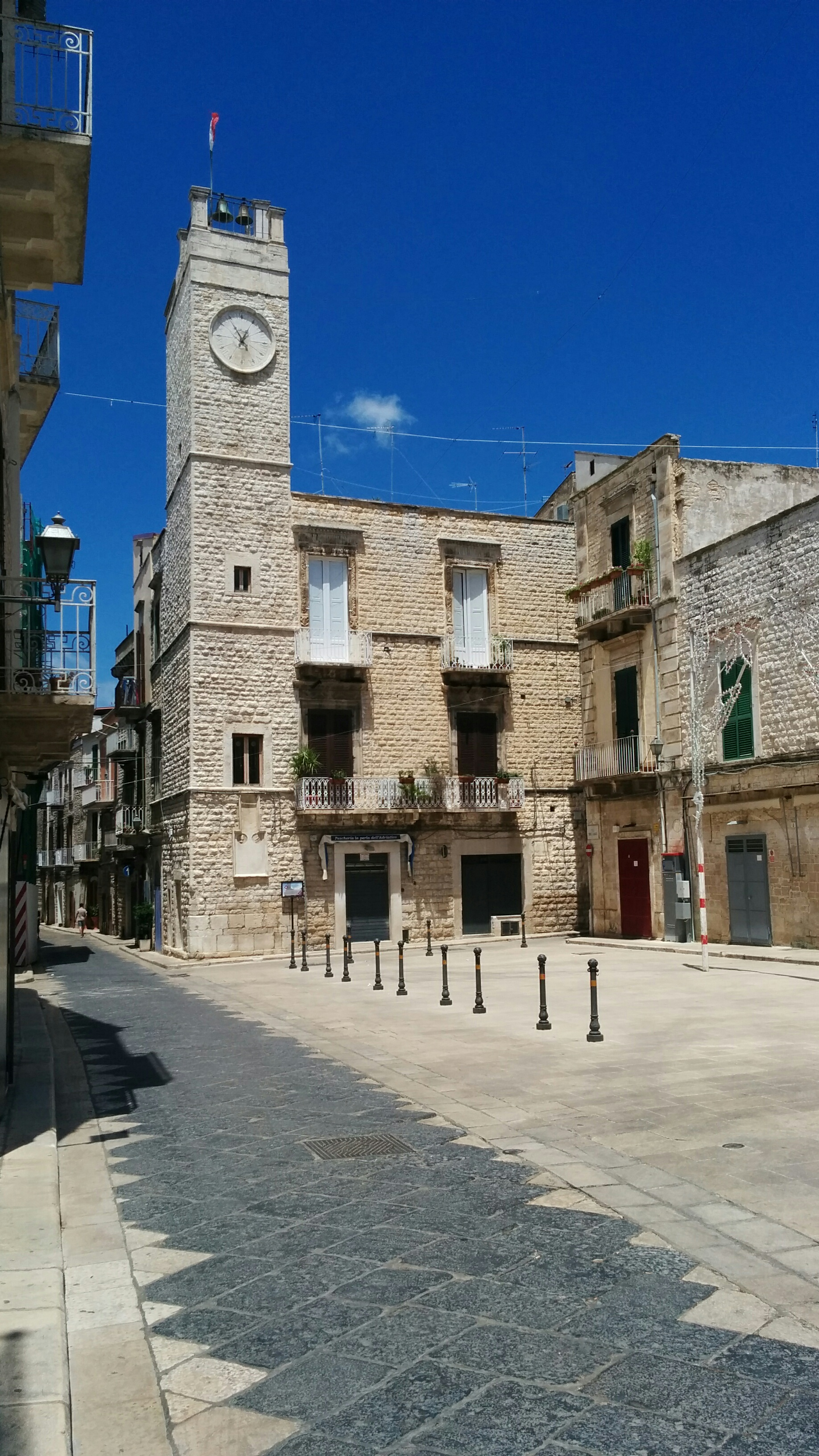
La torre dell'orologio

- Palazzo Camerino. L'edificio fu costruito sui ruderi dell'ala destra del Castello e ceduto nel 1811 dai Carafa alla famiglia Montaruli[90]. Tuttavia nella prima metà del Novecento il palazzo fu ceduto alla famiglia Camerino[90]. Alla struttura si accede tramite una ampia scalinata che porta al grande portale di ingresso fiancheggiato da due colonne[90].
- Palazzo Caputi. Nel 1592, il nobile Domenico Caputi ne ordinò la costruzione, tuttavia nel XVII secolo fu aggiunto un secondo edificio[91], molto simile a Palazzo Avitaia. L'interno presenta una loggia decorata[91].
- Palazzo Pirlo-Rubini. Appartenente alla famiglia Pirlo-Rubini, il palazzo fu edificato in stile rinascimentale nel 1610[92]. La facciata presenta un ampio e pregevole loggiato decorato a bassorilievi con un basamento a bugnato[92].
- Palazzo Chieco. Durante il ventennio fascista, l'edificio fu utilizzato come Casa del Fascio e poi come Scuola Media, intitolata a Giosuè Carducci. Il palazzo, risalente al XIX secolo, è ora sede del comando della polizia municipale.
- Villa Fenicia. Sita sulla strada provinciale Ruvo-Bisceglie, fu edificata come una masseria fortificata nel XVII secolo e trasformata in villa signorile sul finire del XIX secolo[93].
- Edificio scolastico "Giovanni Bovio". Fu progettato dall'ingegnere Egidio Boccuzzi nel XX secolo.
- Torre dei Guardiani, contrada Ferrata Jazzo Rosso, XIX secolo.
- Torre dell'Orologio. Fu costruita nel 1604 e restaurata nel 1870[94]. La torre ha pianta quadrata e presenta esteriormente un bugnato diviso in quattro ordini. Sulla sommità del bastione è situato il pubblico orologio e le due campane, le quali tuttora scandiscono il passare del tempo con i loro rintocchi. Ai piedi della torre è posta un'epigrafe di età romana che ricorda la passata grandezza di Ruvo[35].
- Torre di Villa Fenicia. La torre si staglia nell'agro di Ruvo e da essa è possibile osservare la zona compresa tra il Golfo di Manfredonia e il nord barese[95]. L'edificio è stato utilizzato anche come osservatorio astronomico e per via della sua particolare scala a chiocciola è stato al centro delle ipotesi relative all'ubicazione della domus templare di Ruvo[95].
- Teatro Comunale. Fu istituito nel 2008 durante la ristrutturazione dei locali dell'ex Salone Polivalente, sito in via Sandro Pertini[96]. Il teatro è costituito da una sala da 120 posti con gradinata, camerini, attrezzeria, uffici e foyer[96].

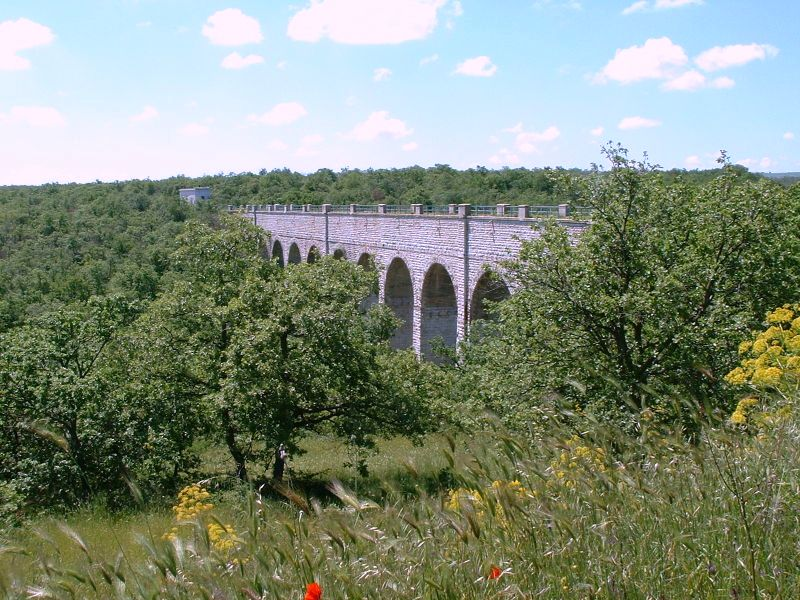
Il tratto dell'Acquedotto Pugliese immerso nell'agro ruvestino

- Masseria Coppa. La famiglia Coppa che fece costruire il complesso, fornito anche di una cappella, nel 1735[97]. Nei primi decenni del XIX secolo, la masseria passò in mano alla famiglia Jatta che la ristrutturò, costruendovi il piano superiore[97]. Negli anni settanta, la struttura fu rilevata dalla famiglia Caputi che l'ha trasformata in azienda agricola[98].
- Masseria Torre del Monte. Fu costruita in pietra locale nel 1791 in contrada Torre Monte. È costituita da due vani, che anticamente fungevano da stalle e depositi, e dalla casa del massaro[99]. Attualmente la masseria è stata trasformata in sala ricevimenti[99].
- Masseria Modesti. Sita in contrada Lama d'Ape, è sorta nel XIV secolo ed ha costituito da sempre un punto di riferimento per le attività agricole nell'agro ruvestino[100]. La masseria è dotata anche di un forno e di una chiesetta[100].
- Masseria Ferrata. Risalente al XVII secolo, sorge a 15 km da Ruvo ed è stata a lungo un possedimento della famiglia Camerino[101]. La struttura prende il nome dalla lama Ferrata e dal 1988 è diventata un'azienda agrituristica[101].
- Jazzo Pagliara. La struttura, situata nell'agro ruvese, è stato un punto di riferimento durante la transumanza ed è oggi tutelato come punto d'interesse del Parco Nazionale dell'Alta Murgia[102].
- Jazzo Pilella. Risalente al XIX secolo, si distingue dagli altri jazzi per l'ampiezza della casa del massaro[103].
- Acquedotto del Sele-Calore. Fa parte dell'Acquedotto Pugliese e attraversa per gran parte il territorio del comune di Ruvo, tagliandolo in due. Il tratto che si immerge nell'agro ruvestino è costituito da numerose fornici, costruite per valicare le lame che solcano il territorio[94]. Esso costituisce anche un punto panoramico di Ruvo[94].

### Architetture militari

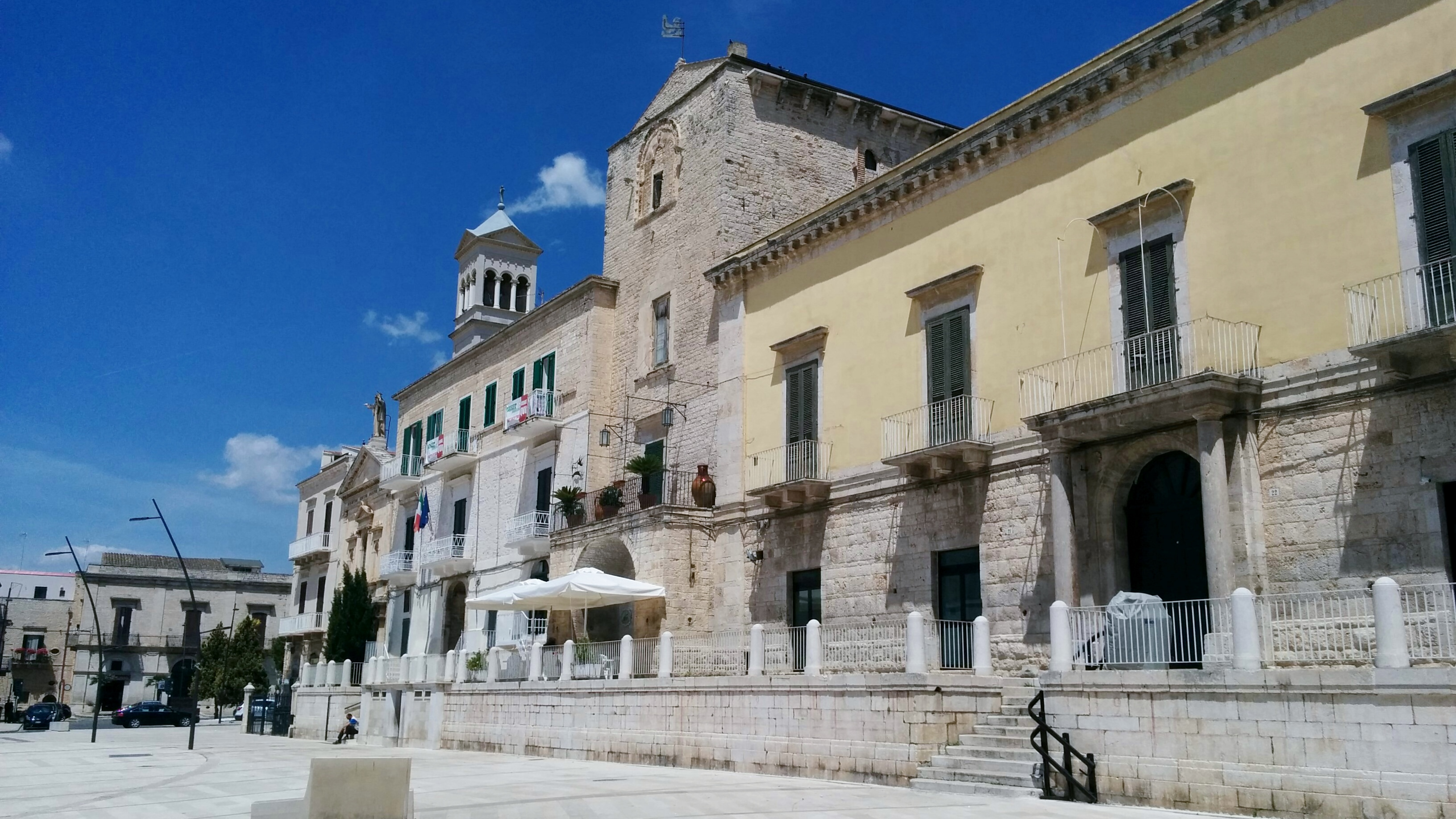
I resti del castello

- Cinta muraria. Le attuali arterie stradali di Ruvo che ruotano attorno al centro storico seguono l'antico tracciato delle vecchie mura, abbattute per questioni di igiene pubblica nel 1820. Le forti e resistenti mura valsero alla città, nel Medioevo, il titolo di fortissima castra[104] e si resero protagoniste del lungo assedio guidato da Consalvo di Cordova, che durò ore ed ore prima che gli spagnoli riuscissero a fare una breccia. Le mura erano dotate di quattro porte: Porta Noé, a sud, Porta del Bucettolo, a est, Porta Castello, a nord-est, Porta Nuova, a nord[105].
- Castello. Sede del potere di tutte le dominazioni che hanno soggiogato Ruvo, la fortezza fu costruita a nord del borgo medievale, a ridosso delle mura[106]. Tuttavia con l'arrivo dei Carafa nel 1510, il castello non fu più utilizzato come strumento di difesa ma fu volto a residenza comitale[106]. Dell'originario fortilizio è sopravvissuto soltanto il settore centrale con l'alta torre quadrangolare.
- Torre del Pilota. La torre, costruita intorno al XIV secolo, fu il secondo edificio più alto di Ruvo e rappresentò il perno del sistema difensivo e non fu mai distrutta in alcuna battaglia[107]. Durante il dominio dei Carafa, la torre fu trasformata in prigione per gli oppositori[107]. Crollò il 18 febbraio 1881.
- Torre Quercia. Il baluardo, sito in aperta campagna, rientra tra i masti normanni meglio conservati[108]. Durante il medioevo ha svolto il ruolo di torre di difesa e di avvistamento lungo la via Traiana[109].

### Altro
- Lapide in ricordo del 13 febbraio 1503. Posta il 28 ottobre 1930 sulla facciata di palazzo Melodia, essa ricorda la partenza da Ruvo dei tredici francesi verso Barletta per la disfida.
- Lapide in ricordo dei Caduti di tutte le guerre. Installata l'11 ottobre 2003, essa rappresenta l'omaggio dell'amministrazione comunale ai ruvestini caduti nelle guerre del Novecento. La lapide si trova in prossimità del sacrario dei caduti militari.
- Lapide in ricordo dei partigiani ruvestini. La lastra di marmo apposta sulla facciata del municipio (palazzo Avitaja) fu realizzata nel secondo dopoguerra per commemorare alcuni dei partigiani ruvestini caduti durante la Resistenza italiana. Le fotografie ritraggono i seguenti caduti: Vincenzo Ficco, caduto in Grecia dopo i fatti dell'8 settembre 1943; Domenico De Palo, partigiano della VI Divisione Alpina "Mario Costa" di Giustizia e Libertà, caduto il 4 marzo 1944 presso Prascorsano; Saverio De Palo, partigiano della Divisione Garibaldi "Pinan-Cichero", caduto il 20 dicembre 1944 presso Dova Superiore[110].

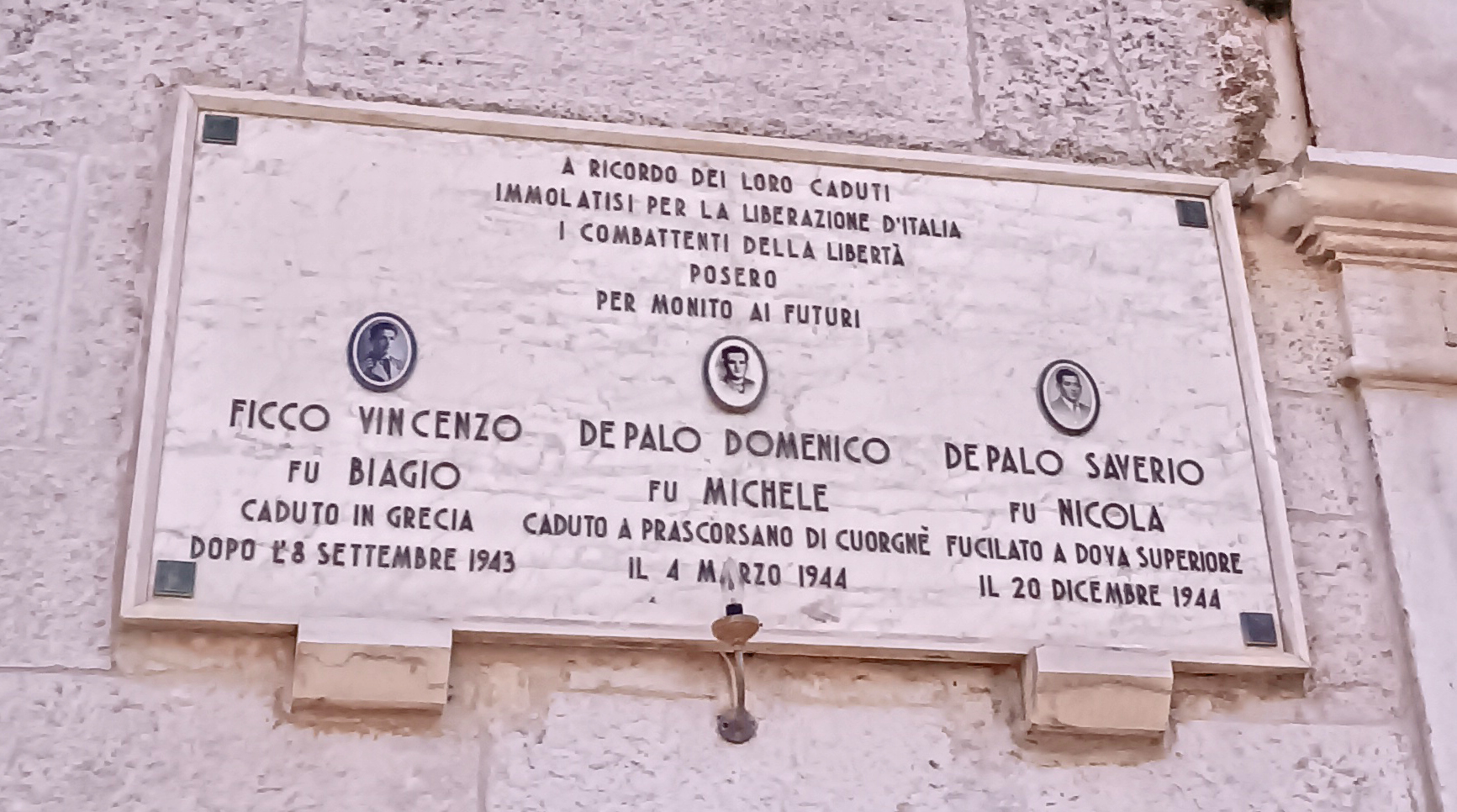
Lapide in ricordo dei partigiani ruvestini.

- Monumento ai Caduti della Grande Guerra. Sito in piazza Giovanni Bovio, fu eretto il 20 novembre 1921 in memoria dei 367 ruvestini morti durante la prima guerra mondiale[111]. Il monumento è composto da un piedistallo, sul quale sono riportati tutti i nomi e i gradi militari delle vittime, il quale regge la statua bronzea dell'allegoria della Vittoria, posta davanti a una colonna spezzata[111]. Lapide in ricordo dei partigiani ruvestini.Tuttavia durante il ventennio fascista, in preparazione alla seconda guerra mondiale, l'Amministrazione Comunale di Ruvo decise di vendere la statua in modo che il Regime potesse fonderla, ricavandone armi[111]. Nel 2009, grazie al contributo della cittadinanza, la statua della Vittoria è stata riforgiata e ricollocata al proprio posto[111].
- Monumento ai Caduti della Grande Guerra. Fu inaugurato il 4 novembre 1980 presso il cimitero civico. Il monumento è formato da un basamento in pietra su cui si erge una colonna spezzata[112].
- Monumento a Domenico Cotugno. Fu collocato nel secondo dopoguerra in piazza Cavallotti, a conclusione di un lungo iter cominciato il 6 ottobre 1922 con l'apposizione della prima pietra in occasione del centenario della morte. La statua raffigurante il Cotugno fu realizzata nel 1961 dallo scultore ruvestino Giuseppe Pellegrini.
- Monumento a Francesco Rubini situato in largo Giuseppe Di Vagno. Il monumento, installato il 2 giugno 1968, è composto da un piedistallo in marmo su cui poggia un mezzo busto in bronzo raffigurante il Rubini, opera dello scultore Vitantonio De Bellis. Il 27 marzo 1961, in occasione del centenario dell'Unità d'Italia, l'amministrazione comunale aveva provveduto ad apporre una lastra in marmo all'incrocio tra via Cattedrale e via Forno, commemorandone le gesta di patriota mazziniano.

### Siti archeologici
Come testimoniano la raccolta Jatta di ceramiche greche, esposta nell'omonimo museo, e l'ipogeo rinvenuto al di sotto della concattedrale, Ruvo possiede un sottosuolo florido di reperti archeologici. Nel 1833 venne rinvenuta la cosiddetta tomba delle Danzatrici, il cui nome deriva dal ciclo di affreschi staccato e conservato al Museo archeologico di Napoli, mentre l'anno successivo fu la volta della tomba del vaso dell'Amazzonomachia, denominata così per via del cratere a figure rosse ritrovato al suo interno. Nella contrada Patanella, infatti, intorno agli settanta del XX secolo, fu rinvenuta un'estesa necropoli di età altomedievale. In seguito nella zona del santuario della Madonna delle Grazie è stata scoperta una seconda necropoli. Tuttavia le scoperte archeologiche non sono avvenute soltanto nella campagna ruvestina ma anche nel centro abitato, come nell'area compresa tra largo Le Croci e l'estramurale Alessandro Scarlatti, quando, nel 1989, sono stati scoperti resti di abitazioni di età classica ed ellenistica. Anche la zona della chiesa di San Michele Arcangelo è stata sottoposta al vincolo archeologico, in quanto furono ritrovati resti dell'insediamento neolitico di Ruvo. Negli anni novanta, in contrada Matine, a 11 km dal centro abitato è stata rinvenuta una tomba a tumulo del IV secolo a.C..

### Aree naturali
La pineta comunale, realizzata nel 1970, sorge nel punto più alto del centro abitato ed è frequentata soprattutto d'estate per via dei venti boreali che qui confluiscono. Inoltre dalla terrazza è possibile osservare il mare e le cittadine costiere tra Barletta e Bari. Si ritiene, inoltre, che in questa zona fosse sorto il primitivo villaggio di Ruvo. Nella campagna aperta, invece, sono presenti alcuni boschi di querce, come il bosco di Scoparella, situato a 12 km dal centro.

## Società

### Evoluzione demografica
Abitanti censiti

### Etnie e minoranze straniere
Al 1º gennaio 2023 sono presenti a Ruvo 795 cittadini stranieri di cui 384 uomini e 411 donne, pari al 3,26% dell'intera popolazione.
Le comunità più numerose sono, al 1º gennaio 2023:
- Romania: 289
- Marocco: 181
- Albania: 115
- Georgia: 40
- Cina: 24
- Nigeria: 24

### Lingue e dialetti
Il dialetto ruvestino, o ruvese, si differenzia da quello degli altri comuni in cui si parla il barese per la ruvidità del suono. Esso infatti, oltre alle comuni regole del dialetto barese, come la "e" semimuta e la tendenza a sfumare le vocali finali, presenta delle variazioni fonetiche nel passaggio dall'italiano al ruvese: la "a" tende a trasformarsi in "o" (esempio: "casa" diventa "còse"), la "e" si tramuta in "ai" o "ei" (es.: sàire per "sera") e la "o" muta in "au", "iu", "u" o "uo" (ad esempio "ora" diventa "àure", "padrone" muta in patrìune o "dolce" diventa dùolce). Inoltre il dialetto ruvestino ha subito l'influenza della varie lingue che hanno abitato Ruvo, si ricordano infatti termini provenienti dalla lingua indigena come "làmie" (ovvero la lama, tipico solco che caratterizza la Terra di Bari), dal greco antico "cùcue" (da "κυκλος", ovvero il cerchio), dalla lingua latina iòsce, cré e pescré ("hodie", "cras" e "postcras" che significano "oggi", "domani" e "dopodomani"), dallo spagnolo proviene il termine scarcédde (ovvero scarcella da "escarceras"), dal francese derivano i lemmi togliétte (da "toilette", ovvero la specchiera) e travagghiàune (indica il pipistrello da "travailleur", poiché esso tende a muoversi di continuo) e la locuzione "mo hav'a venì" (da "il va venir" che significa "a momenti verrà". Questa soluzione proposta da Massone nella sua Monografia è, però, da rivedere: invece che "mo va venì" sarebbe più opportuno trascrivere la locuzione con "mo hove a venì" che può essere tradotto letteralmente con "ora ha a venire" con valore di indicativo futuro data l'assenza nei dialetti baresi del tempo indicativo futuro soppiantato dal costrutto con il verbo "dovere", reso in dialetto con "avere da"). Dall'arabo provengono zaràffe (il venditore ambulante di cavalli) e tavìute (la bara).

### Religione
La prima confessione religiosa a Ruvo è quella cattolica. Gli archivi della curia vescovile ruvestina fanno risalire la fondazione della diocesi di Ruvo alla seconda metà del X secolo. Tuttavia, secondo la tradizione, la sua istituzione risalirebbe all'età romana, quando San Pietro, passando da Ruvo, pose a capo dell'episcopato locale il futuro terzo Papa, San Cleto.Nel 1818, a seguito del concordato di Terracina, la bolla pontificia De Utiliori Dominicae Vinae di papa Pio VII decretò l'unione aeque principaliter con la diocesi di Bitonto, dopo undici anni di sede vacante a Ruvo. Nel 1986 la diocesi di Ruvo fu divisa da Bitonto e accorpata alla diocesi di Molfetta-Giovinazzo-Terlizzi.
A Ruvo sono presenti anche le comunità dei testimoni di Geova e delle assemblee di Dio in Italia, oltre ad una sparuta comunità musulmana.

### Tradizioni e folclore
- Molto sentita è la Settimana Santa di Ruvo di Puglia.

## Cultura

### Biblioteche
- Biblioteca comunale "Pasquale Testini". Situata all'interno di palazzo Caputi, essa possiede circa 19000 volumi[94]. Aperta nel gennaio 1962, ha trovato spazio in diverse sedi fino a giungere all'attuale sito solamente nel 2016. Nel 1989 l'Amministrazione comunale ha intitolato la biblioteca all'illustre archeologo ruvese e docente universitario Pasquale Testini.

### Scuole

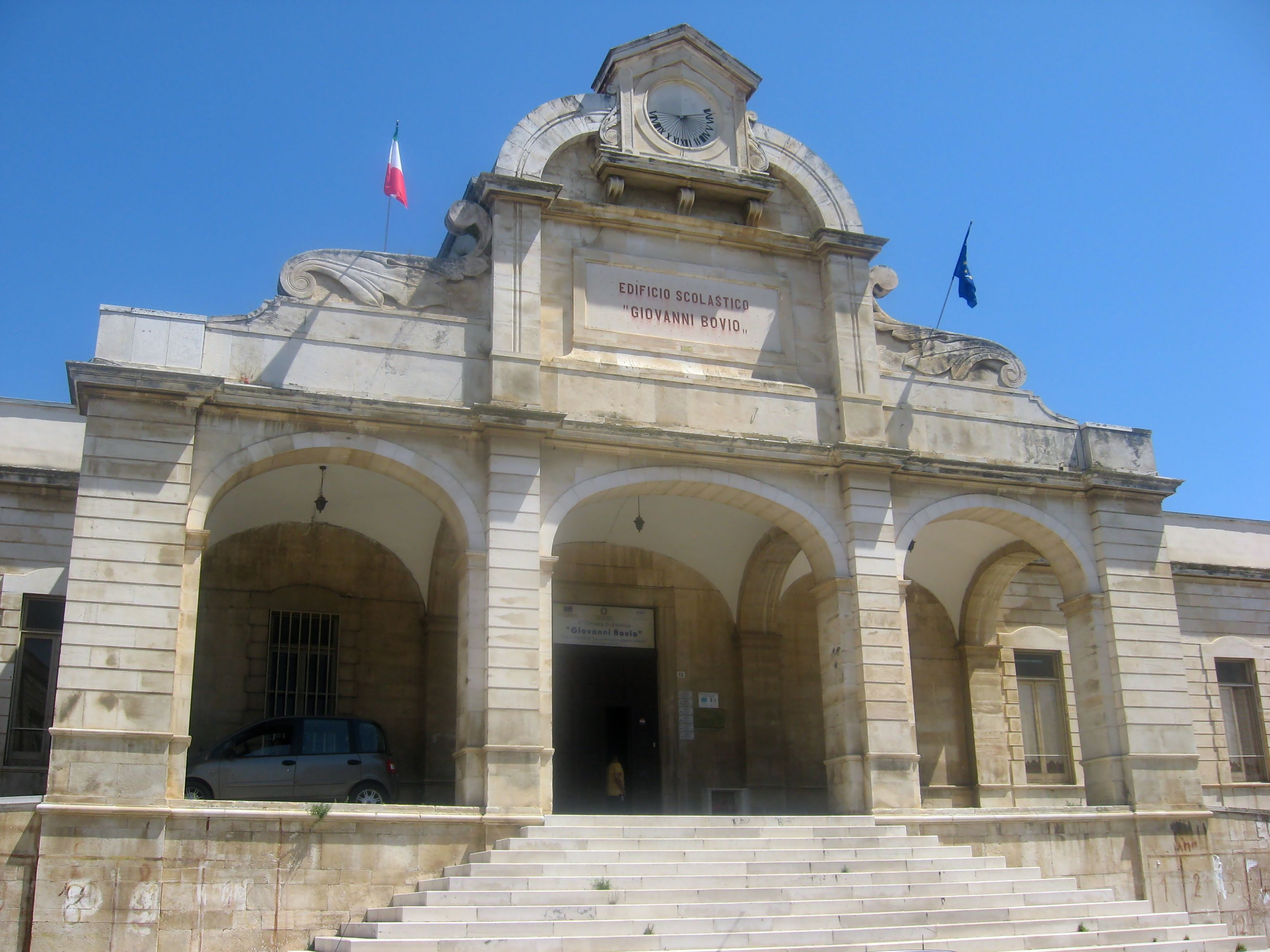
La scuola elementare "Giovanni Bovio"

- Scuola secondaria di primo grado "Domenico Cotugno". È la più antica scuola presente nel territorio di Ruvo. Essa sorse nel 1820 per volere dei padri Scolopi e trovò sede nel convento della chiesa di san Domenico, configurandosi come una scuola laica di impostazione religiosa[126]. Tuttavia con la legge Casati e la partenza da Ruvo degli Scolopi, l'istituto fu trasformato prima in scuola elementare e poi in scuola di avviamento professionale di tipo agrario nel 1923[126]. Essa divenne nel 1963 scuola media statale e fu intitolata già dal 1900 a Domenico Cotugno, illustre anatomista ruvestino[126]. Sarà poi negli anni 90 che la sede cambierà, sorgendo in una nuova sede moderna nella zona est della città, divisa in due grandi plessi, definiti "plesso rosa" e "plesso bianco" (quest'ultima è in fase di restauro). La precedente sede all'interno del convento di San Domenico, è stata trasformata nell'attuale sede della Pinacoteca comunale di arte contemporanea intitolata a Domenico Cantatore, pittore espressionista e cubista ruvestino.
- Liceo scientifico e linguistico "Orazio Tedone". Fu fondato nel 1935 come un ginnasio privato e solo nel 1946 divenne un liceo scientifico, intitolato al matematico Orazio Tedone dal 1937[127]. Tra gli alunni celebri del Liceo "Tedone" si ricorda il governatore della Regione Puglia, Nichi Vendola[128].
- Scuola primaria "Giovanni Bovio". È particolarmente ricordato l'edificio scolastico progettato dall'ingegnere Egidio Boccuzzi, la cui costruzione gli valse l'onorificenza dell'Ordine al merito del lavoro[129].
- Istituto Tecnico Commerciale "Padre A. M. Tannoia" (Sede distaccata dalla principale presente a Corato)
- Scuola primaria "San Giovanni Bosco"
- Scuola dell'Infanzia "Carlo Collodi"
- Scuola dell'infanzia "Domenico Cantatore"
- Scuola dell'Infanzia "G. Barile"
- Asilo Nido Comunale, precedentemente conosciuta come Scuola dell'Infanzia "Andersen"
- Scuola secondaria di primo grado "Giovanni XXIII"

### Università
- Università della terza età "Nicola Cassano". A Ruvo di Puglia è presente una sede dell'Università della terza età, intitolata a Nicola Cassano, che fa parte della comunità dell'Università della terza età della Terra di Bari[130].

### Musei
- Museo archeologico nazionale Jatta. Il museo fu istituito per esporre i numerosi reperti, circa un migliaio, rinvenuti nell'agro ruvestino da Giovanni Jatta e suo fratello Giulio e databili tra l'età peuceta e magno-greca. Dopo la morte di Giovanni Jatta, i reperti erano in procinto di essere venduti al Museo Archeologico Nazionale di Napoli, ma una volta annullata la cessione fu per volere di Giulia Viesti, moglie di Giulio Jatta, che in alcune stanze del Palazzo Jatta fosse allestito il museo di famiglia, rimasto privato fino al 1991, anno in cui lo Stato acquistò la collezione dall'omonima famiglia[86]. I reperti sono ripartiti stanza per stanza in base all'importanza[131]. Tuttavia il museo è particolarmente famoso per via del vaso di Talos, il quale deve la sua fama alle innovazioni tecniche presentate[132].
- Pinacoteca comunale di arte contemporanea "Domenico Cantatore". La pinacoteca ha sede in alcune stanze del convento dei domenicani, ex scuola media Cotugno, e raccoglie un ampio nucleo di opere d'arte di Domenico Cantatore e dipinti di artisti locali come Michele Chieco, Raffaele van Westerhout, Silvio Dodaro, Cesare Marino e Filippo Alto[133].
- Museo del Libro o Casa della Cultura. Situato all'interno del cinquecentesco Palazzo Caputi e ampliato nel diciottesimo secolo, il Palazzo, oltre ad essere sede della biblioteca comunale, è anche sede museale. Al suo interno sono esposti diversi volumi risalenti al sedicesimo secolo, appartenenti a Frati dei Minori Osservanti, dei Cappuccini e degli Scolopi, fino ad arrivare a monografie e storiografie ottocentesche della città, come la Monografia di Ruvo di Magna Grecia, di Salvatore Fenicia[134]

### Media

#### Stampa
Ruvo è sede della redazione de il rubastino, un periodico culturale nato nel 1969 e redatto dalla Pro Loco locale. Esso trae il nome dal toponimo greco di Ruvo rinvenuto sulle monete peucete, ovvero "ΡΥΒΑΣΤΕΙΝΟ" donde "rubastino". Dal 2001 è edito il mensile La Nuova Città che riunisce i lettori dei comuni di Ruvo e Terlizzi e si occupa generalmente di politica e cultura.
Sono presenti anche testate giornalistiche telematiche come il network ruvolive.it, facente parte del circuito LiveNetwork.it , la testata ruvesi.it e ruvoviva.it.

#### Radio
Il 3 gennaio 1977 fu fondata Radio Ruvo, rimasta attiva per circa un decennio. Nonostante non siano presenti altre stazioni radiofoniche, l'emittente coratina, Radio Selene, è particolarmente legata al territorio comunale.

### Cinema

La concattedrale nell'episodio dedicato a Bari

- Ruvo di Puglia è stato il set per alcune scene dell'episodio Bari di Lina Wertmüller, contenuto nel film 12 registi per 12 città del 1989.
- Villa Fenicia ha fatto da ambientazione per alcune scene del film La riffa del 1991 diretto da Francesco Laudadio.
- La romanico-gotica Cattedrale di Ruvo di Puglia è stata anche il set per la fiction di Rai Uno "Il Capitano Maria" del 2018[138]

### Musica
La cultura musicale ruvestina è indissolubilmente legata alla tradizione bandistica locale. La scuola musicale venne istituita nel 1871 e nel 1894 furono acquistati i nuovi strumenti per la prima banda cittadina. Nello stesso anno, il 18 aprile, Francesco Porto fu nominato nuovo direttore della scuola e della banda e sotto la sua direzione affiorarono i primi successi, ma con il sopraggiungere della prima guerra mondiale, nel 1914, la scuola musicale entrò in crisi. Tuttavia nel 1921 la direzione fu assegnata al maestro Antonio Amenduni, il quale fondò la "banda dei ragazzi", raccogliendo successi con le numerose tournée effettuate. Il concerto musicale fu però sciolto nel 1932 per poi essere ricostituito nel 1948 sotto la direzione di Alessandro Amenduni, fratello minore di Antonio. Nel 1969 il concorso come nuovo direttore della scuola musicale fu vinto da Basilio Giandonato. La tradizione bandistica ruvestina è tuttora un punto di riferimento nel panorama musicale locale e si è contraddistinta soprattutto nell'ambito delle marce funebri che accompagnano le processioni della Settimana Santa. Attualmente sono esistenti il Concerto Bandistico "Basilio Giandonato" e il Concerto Bandistico "Nicola Cassano", a queste si aggiunge la "Bassa Banda".

### Cucina
Il piatto tipico della gastronomia locale è la tiédde, detta anche vaso di Ruvo, ovvero un pasticcio di maccheroni cotto al forno in un tegame di terracotta. Tipiche della cucina barese sono le orecchiette (strascenòte in dialetto ruvestino), anche se a Ruvo non sono condite solo con le rape ma con sugo e ricotta dura, e il purè di fave e cicorie (in dialetto faviétte e cecurìdde). Il menù tipico della festa dell'Immacolata Concezione e della Vigilia di Natale prevede le lagane (in dialetto làghene) condite con mollica fritta, baccalà e pomodori. Durante la Quaresima invece, poiché secondo la tradizione è proibito mangiare carne, si usa consumare il calzone (calzàune in ruvestino), ripieno di spaghetti, cipolle, baccalà, olive nere o acciughe sotto sale. Inoltre, sono tipici i dolci di pasta reale. Altro dolce tipico della tradizione ruvestina è il dolce natalizio il mandorlaccio, nato e prodotto da una nota pasticceria ruvestina.
Tra i prodotti di origine animale, si annovera il miele prodotto da api locali sui verdeggianti pascoli dell'Alta Murgia. 
A Ruvo di Puglia è presente anche il gelato più costoso d'Italia, lo "Scettro del Re", gelato artigianale prodotto da una nota gelateria ruvestina, composto da zafferano di origine iraniana e di una patina di oro commestibile.

### Eventi
- Settimana Santa;
- Talos Festival. È una manifestazione jazz che si svolge nella seconda decade di settembre ed è nata nel 1993 per volere del jazzista ruvestino Pino Minafra[146]. Al festival prendono parte jazzisti di fama internazionale[146] ma viene dato spazio anche alle bande musicali, punto cardine del panorama musicale del mezzogiorno[146][147].

## Geografia antropica

### Urbanistica
La conformazione del centro abitato attuale ebbe origine nel 1820, a causa dell'abbattimento delle mura che ormai non consentivano la costruzione di nuove abitazioni. L'intero spazio occupato dalle mura fu così sostituito da nuovi edifici, eccetto il tratto compreso tra via Rosario e via Fornello, nel quale sono ancora visibili i resti dell'antica fortificazione e i due torrioni di epoca aragonese. Attorno al borgo medievale si sviluppano i cinque corsi, popolarmente intesi con il termine stradone, i quali si estendono per un totale di 1300 metri e sono composti a nord da corso Giovanni Jatta, a est da corso Cavour, a sud-est dal tratto rettilineo di piazza Giovanni Bovio, a sud da corso Ettore Carafa e a ovest da corso Antonio Gramsci che si prolunga fino a piazza Felice Cavallotti. Dunque attorno allo stradone sorsero i primi palazzi per volere delle famiglie agiate di Ruvo, tra cui Palazzo Jatta, in piazza Bovio, Palazzo Camerino e Palazzo Chieco in corso Carafa e Palazzo Testini in piazza Cavallotti. Nel 1871 l'Amministrazione Comunale si dotò di un regolamento edilizio (approvato nel 1879) e intorno al 1874 la prima espansione del centro abitato si sviluppò a ovest, nella zona compresa tra piazza Cavallotti e corso Domenico Cotugno, e a sud attorno alla chiesa di San Domenico e all'attuale piazza Bovio. Entro l'inizio del secolo successivo, Ruvo si ampliò del tutto attorno allo stradone, il quale venne reimpostato, ampliato e dotato di marciapiedi e di filari di tigli, oleandri e cedri. Nel 1919 venne costruito il prolungamento di corso Cavour, ovvero corso Antonio Jatta, che conduce al viale Ugo Foscolo, sede del cimitero monumentale. Il piano di ampliamento venne approvato nel 1949 col fine di risistemare la zona a nord-est mentre nel 1958 furono costruite le prime case popolari. Al 1968 risale l'attuale Piano Regolatore Generale, il quale prevede la formazione della zona industriale a est verso Terlizzi e l'impostazione del tracciato ferroviario Bari Nord.

### Frazioni

#### Calentano
La località fu abitata in epoca romana, e fu uno tra i numerosi casali ruvestini di epoca alto medievale, in parte giunto sino ai giorni nostri, impreziosito dal santuario di Santa Maria di Calentano, sorto anch'esso in età medievale. Negli ultimi decenni, intorno al santuario isolato nella campagna, si è sviluppato un piccolo insediamento residenziale. Vi si può osservare un significativo esempio di edificio in pietra a secco, notevole per forma e dimensioni. Inoltre il Lunedì dell'Angelo si svolge a Calentano la processione campestre dell'Annunciazione.

## Economia

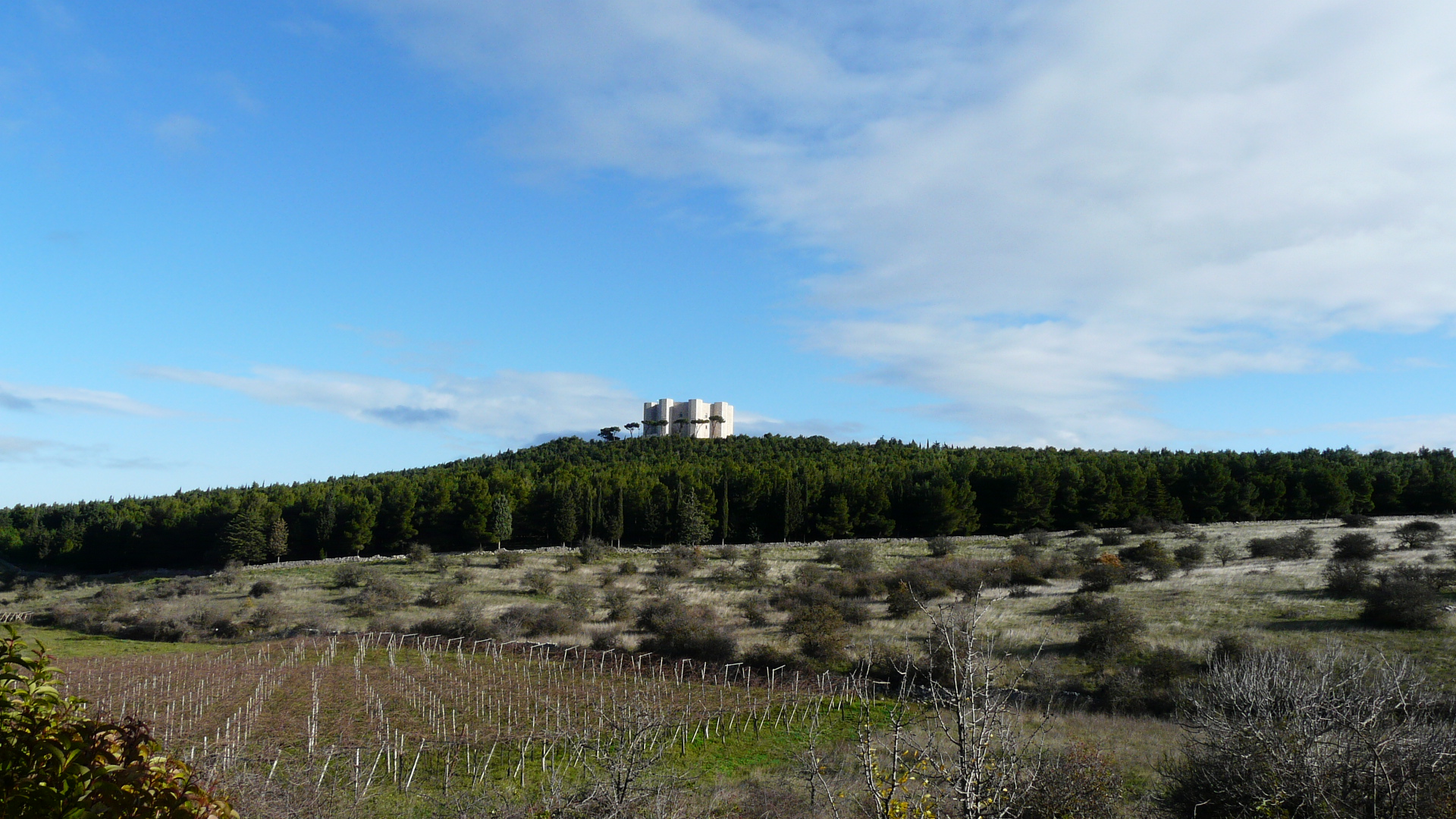
Vigneti ai piedi del Castel del Monte in Terra di Bari

Il comune di Ruvo di Puglia presenta un tasso di attività pari al 42,9%, un tasso di occupazione del 37,5% e un tasso di disoccupazione del 12,5% e quest'ultimo costituisce un dato abbastanza contenuto rispetto a quello medio degli altri comuni della città metropolitana.

### Agricoltura
Ruvo è un comune la cui economia è basata prevalentemente sull'agricoltura, come testimoniano le 4443 aziende coinvolte nel settore, anche se l'attività agricola ha registrato un calo del 24,21% nel decennio intercorso tra il 1990 e il 2000. La vocazione agricola si riscontra nella produzione dell'olio extravergine d'oliva, del miele e dei vini DOC Castel del Monte, Moscato, Nero di Troia e Greco attraverso le locali cantine ed elaiopoli, come le cantine CRIFO. Il comune inoltre fa parte dell'Associazione nazionale città dell'olio, la quale si occupa della promozione dell'olio extravergine d'oliva e dei suoi territori di produzione. Nell'agro sono inoltre coltivate alcune varietà di mandorle, quali la Rana, la Tuono, la Filippo Cea e la Genco.

### Artigianato
Nell'artigianato locale sono coinvolte 532 imprese, tra queste resistono tutt'oggi botteghe di antica tradizione che si occupano della costruzione di carri e ruote in legno, utilizzando la roverella, particolarmente diffusa nell'agro ruvestino.

### Industria
Nel settore industriale operano 483 aziende e nel periodo di tempo compreso tra il 1991 e il 2001 si è assistito ad un incremento dell'impiego in questo settore del 31,97%. L'attività è concentrata principalmente nella zona industriale, sviluppatasi tra gli anni settanta e ottanta, nella quale sono presente imprese del settore alimentare, edile, elettronico e nei comparti dell'abbigliamento, della stampa e dei materiali da costruzione. Importante è anche la produzione di apparecchi elettromedicali e delle telecomunicazionidell'azienda ITEL. Quest'ultima di fondamentale importanza a livello internazionale per la ricerca contro il cancro e sistemi di protonterapia.

### Servizi
All'interno del settore terziario lavorano 1081 imprese, le quali sono composte essenzialmente da servizi commerciali, assicurativi e bancari.

### Turismo
A Ruvo prevale il turismo di tipo:
- Enogastronomico, alimentato dai piatti tipici della cucina ruvestina e dalle diverse sagre, in particolare quella del Cardoncello, nella prima decade di Novembre;
- Culturale, dalla presenza del Museo Jatta, Museo del Libro e la Pinacoteca Comunale di Domenico Cantatore, nonché il suo centro storico e la romanica Cattedrale;[156]

- Escursionistico, dalla presenza dell'Alta Murgia e dei boschi ruvesi di Scoparella, Polvino, Selva Reale, Cavallerizza;
- Religioso, dato dalla Settimana Santa di Ruvo di Puglia, inserita tra i patrimoni immateriali di Puglia nel 2020;
- Musicale, dal Talos Festival.

## Infrastrutture e trasporti

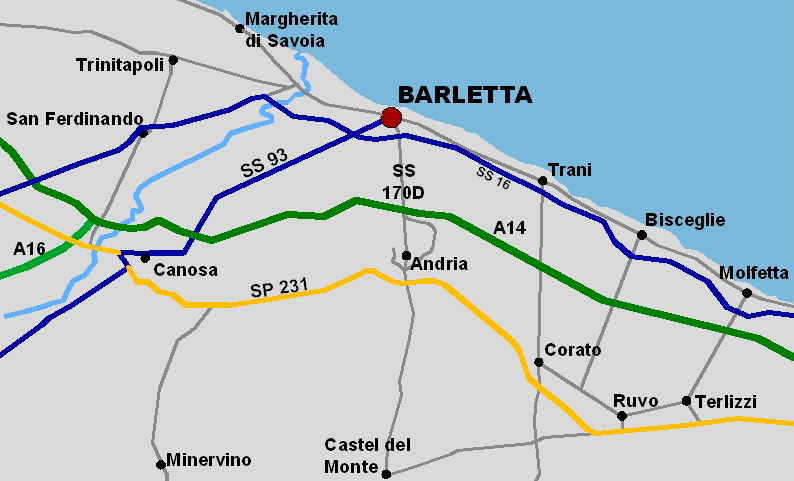
La viabilità stradale nel nord-barese

Storicamente Ruvo è attraversata dalla via Traiana, la quale divide a metà il centro storico. Ruvo, per i romani Rubi, svolgeva il ruolo di stazione (ovvero un luogo in cui soggiornare e fare rifornimento) posta tra Canosa di Puglia e Bitonto. La stessa via fu percorsa dal poeta latino Quinto Orazio Flacco, il quale sostò a Ruvo come racconta nel V Libro delle Satire.

### Strade
Il territorio comunale è attraversato dalla Strada Provinciale 231 (ex Strada Statale 98 Andriese-Coratina) che collega Ruvo con Bari e i comuni limitrofi, seguendo la traiettoria dell'antica via Appia-Traiana. Dalla stessa strada nel territorio di Ruvo si diparte la strada provinciale 234 di Castel del Monte che attraversa le Murge ed è localmente soprannominata strada della rivoluzione, con riferimento alla "rivoluzione fascista" propagandata dal regime negli anni della dittatura.. Il territorio di Ruvo è inoltre servito dalla SP 238 (ex SS378) che congiunge i comuni della Murgia con la costa.

### Ferrovie
La stazione di Ruvo, situata in Via Alessandro Scarlatti, ai piedi di via Duca della Vittoria, nella zona est della Città, zona d'alta intensità abitativa e commerciale, è posta sulla ferrovia Bari-Barletta, gestita dalla Ferrotramviaria. La stazione si pone come di testa alla linea Bari-Barletta per la sua posizione centrale sulla tratta. È possibile raggiungere direttamente l'aeroporto di Bari-Palese e viceversa da Ruvo. Così come il capoluogo Pugliese, Terlizzi e Bitonto, oltre alle città di Corato, Andria e Barletta. Dalle stazioni di Bari Centrale FT e Barletta Centrale è possibile mettersi direttamente in contatto con la linea nazionale ferroviaria, gestita da Trenitalia, per e verso Roma, Milano o Lecce.

### Mobilità urbana
Il territorio comunale è servito da dalla Società Trasporti Provinciale, che esercisce l'autolinea Ruvo-Trani e la linea Ruvo-Terlizzi-Molfetta. È presente anche il servizio autolinea gestito da Ferrotramviaria, che permette di percorrere la tratta ferroviaria su strada.  Il trasporto pubblico urbano è invece garantito dalla società Scoppio Autolinee che serve il centro abitato, mediante 5 autolinee urbane.

## Amministrazione

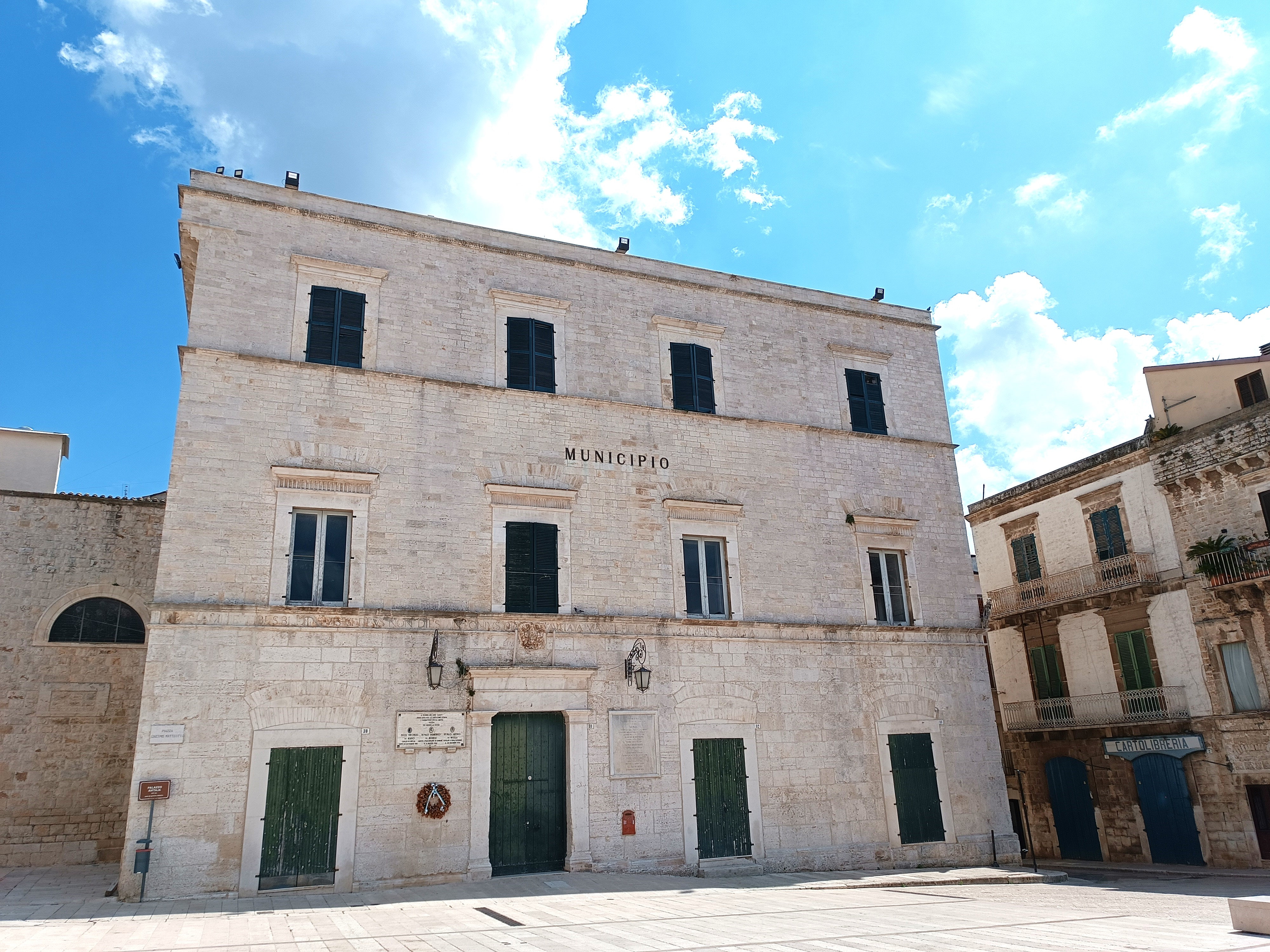
Palazzo Avitaja, sede del municipio

| Periodo          | Periodo         | Primo cittadino          | Partito                                      | Carica            | Note    |
| ---------------- | --------------- | ------------------------ | -------------------------------------------- | ----------------- | ------- |
| 28 novembre 1988 | 20 luglio 1990  | Riccardo Camillo Berardi | Democrazia Cristiana                         | sindaco           |         |
| 20 luglio 1990   | 23 aprile 1995  | Matteo Paparella         | Democrazia Cristiana                         | sindaco           |         |
| 23 aprile 1995   | 27 giugno 1999  | Matteo Paparella         | Partito Popolare Italiano                    | sindaco           | [ 161 ] |
| 27 giugno 1999   | 29 aprile 2002  | Lia Caldarola            | Democratici di Sinistra                      | sindaco           | [ 162 ] |
| 29 aprile 2002   | 25 maggio 2003  | Carlo Maria Latorre      |                                              | commissario pref. |         |
| 25 maggio 2003   | 26 luglio 2005  | Saverio Fatone           | Unione dei Democratici Cristiani e di Centro | sindaco           | [ 163 ] |
| 27 luglio 2005   | 13 giugno 2006  | Mario Volpe              |                                              | commissario pref. |         |
| 13 giugno 2006   | 13 giugno 2011  | Michele Stragapede       | La Margherita                                | sindaco           | [ 164 ] |
| 3 giugno 2011    | 24 giugno 2016  | Vito Nicola Ottombrini   | Partito Democratico                          | sindaco           | [ 165 ] |
| 24 giugno 2016   | 26 ottobre 2021 | Pasquale Roberto Chieco  | Indipendente                                 | sindaco           | [ 166 ] |
| 26 ottobre 2021  | in carica       | Pasquale Roberto Chieco  | Partito Democratico                          | sindaco           | [ 167 ] |

## Sport

Interno del PalaColombo

### Calcio
Il calcio a Ruvo nasce attorno agli anni Venti del Novecento. La città è stata lungamente rappresentata dai colori neroazzurri dell'Associazione Sportiva Ruvo, il cui miglior risultato sportivo risale al secondo posto ottenuto nel campionato di Eccellenza 2002-2003. In seguito a diversi fallimenti e rifondazioni della società, il calcio a 11 ruvese non è riuscito a ritornare a livelli simili. Recentemente, l'Unione Sportiva Dilettantistica Ruvese, fondata come scuola calcio nel 1979, ha iscritto la propria rosa al campionato pugliese di Terza Categoria nella stagione 2018-2019, giungendo a disputare il campionato di Prima Categoria nella stagione 2021-2022. Dopo un anno di assenza, il calcio ruvese è ripartito con l'iscrizione dell'Associazione Sportiva Dilettantistica Soccer Ruvo al campionato 2022-2023 della Terza Categoria pugliese. Gli incontri sono disputati presso lo stadio comunale intitolato a Fausto Coppi.

### Pallacanestro
La Pallacanestro Ruvo di Puglia disputa le gare interne al PalaColombo. Il basket a Ruvo conosce i propri albori negli anni Cinquanta per conoscere un rapido sviluppo in concomitanza con la costruzione del PalaColombo, destinato ad ospitare alcune gare del torneo di pallacanestro dei XIII Giochi del Mediterraneo del 1997. Da quel momento in poi la pallacanestro ruvese ha inanellato una serie di prestazioni di alto livello che hanno permesso di raggiungere la Serie B nella stagione 2018-2019 e la Serie A2 con la vittoria dei playoff 2024-2025.

### Pallavolo
Ruvo dispone di due squadre di pallavolo, la New Volley Ruvo (femminile) e la Michele Caroli Ruvo Volley (maschile). Quest'ultima milita nel campionato pugliese di Serie D e disputa i propri incontri presso il PalaVolta.

### Calcio a 5
Contestualmente al calcio a 11 ruvese, il comune di Ruvo di Puglia ha conosciuto diversi sodalizi che hanno raggiunto risultati rilevanti nel calcio a 5 a partire dagli anni Duemila. L'Atletico Ruvo è stato fondato nel 1998 e ha militato nel campionato di Serie C1 fino alla stagione 2011/2012. Il San Rocco Ruvo, creato nel 2008, ha raggiunto il massimo risultato nel 2012, arrivando alla finale play-off di Serie C1. Queste due società hanno successivamente ceduto il passo ad altre squadre che si sono avvicendate nei campionati regionali di calcio a 5. A partire dalla stagione 2019-2020, la cittadina pugliese è rappresentata dal Futsal Byre Ruvo, militante nel campionato di Serie C1, le cui gare si svolgono presso il PalaColombo. La società ha riportato la vittoria in Coppa Puglia e Supercoppa Puglia nella stagione 2021-2022.

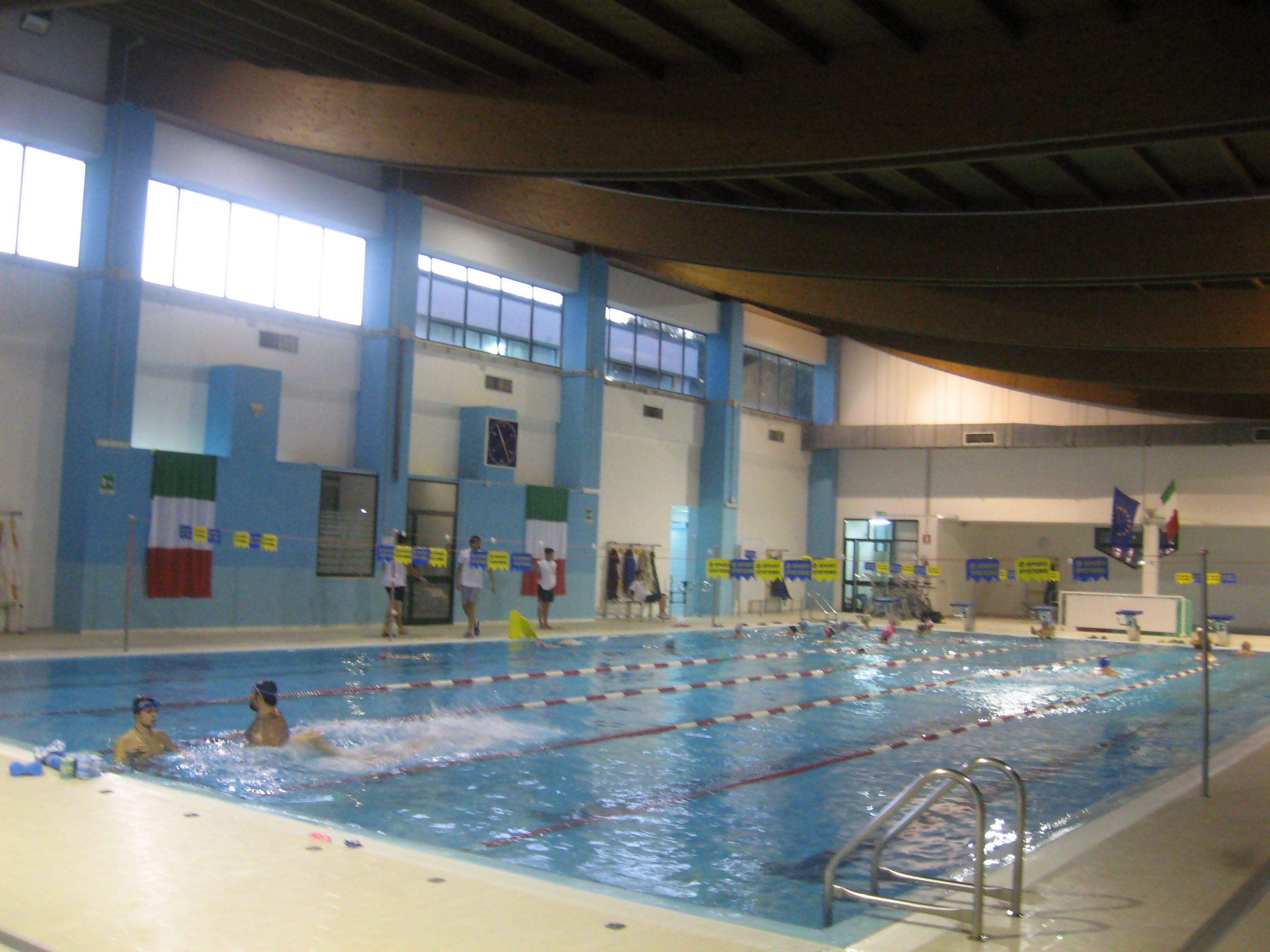
Vista interna della piscina comunale

### Arti marziali e sport da combattimento
A Ruvo è presente la società polisportiva Olympia Grifo, fondata nel 1998, in cui si pratica ju jitsu, Fighting System, kick boxing, arti marziali miste, submission wrestling e MMA. L'Olympia Grifo ha vinto numerose medaglie e campionati nazionali a livello individuale.

### Impianti sportivi
- Stadio comunale Fausto Coppi. L'impianto, costruito nel 1970[172] ha ospitato nel 2010 alcune partite, finale compresa, della Coppa Gaetano Scirea.
- PalaColombo. La struttura fu costruita in occasione dei XIII Giochi del Mediterraneo, nel 1997, quando ha ospitato alcune gare di pallacanestro. Vi si svolgono incontri di pallacanestro, pallavolo, calcio a 5 e arti marziali.
- Piscina comunale. Anche questo impianto fu costruito per i Giochi del Mediterraneo del 1997. Dispone di una piscina semiolimpionica e di una piscina idroterapica.
- PalaVolta. Si tratta del primo impianto sportivo costruito a Ruvo di Puglia per gli sport indoor. Ristrutturato nel 2019, può ospitare incontri di pallacanestro, pallavolo, calcio a 5 e ginnastica artistica. Il nome si deve alla via Alessandro Volta, lungo la quale è situato l'edificio.